# Sonthofen

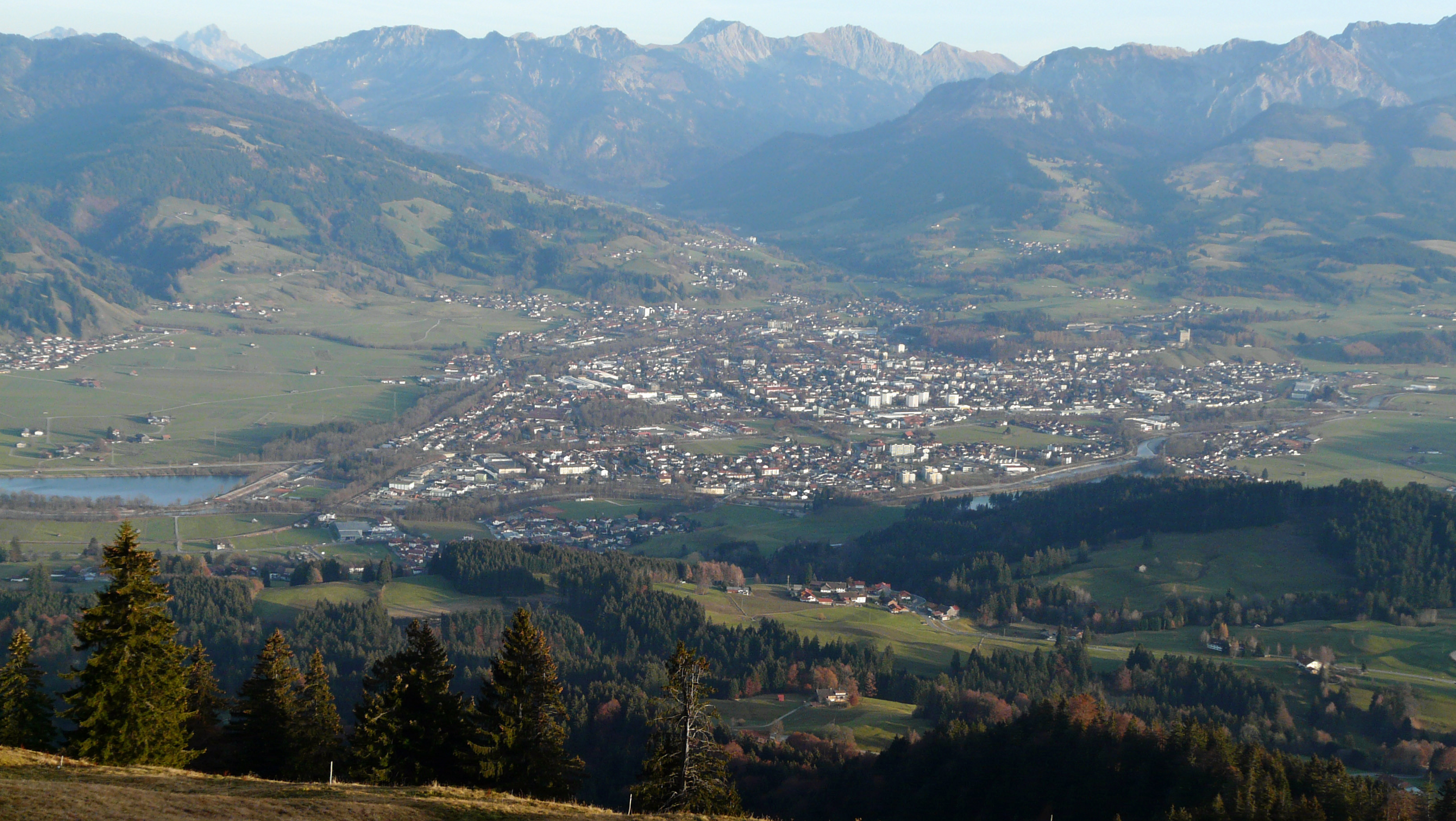
Sonthofen von Nordwesten

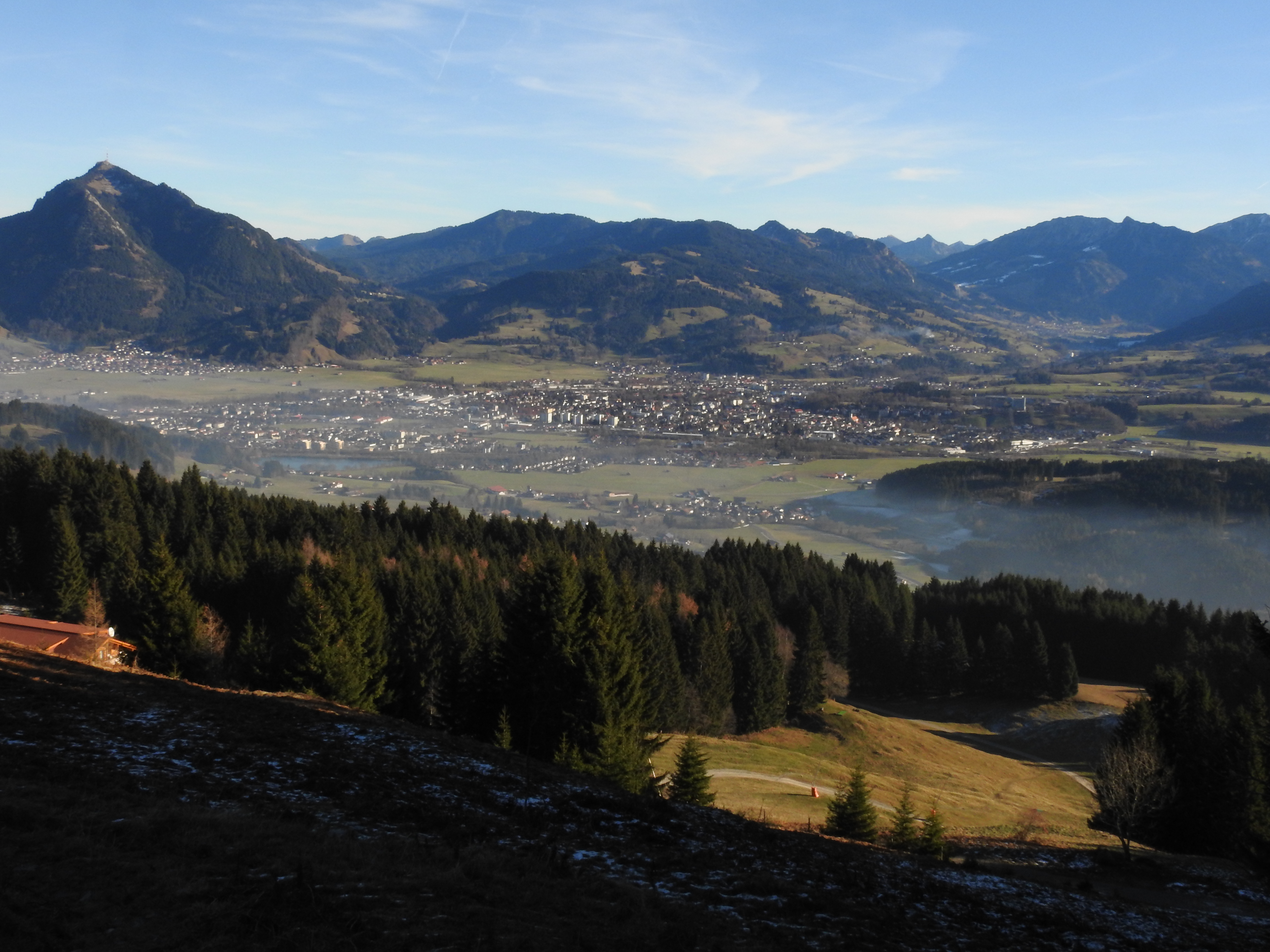
Sonthofen von Südwesten

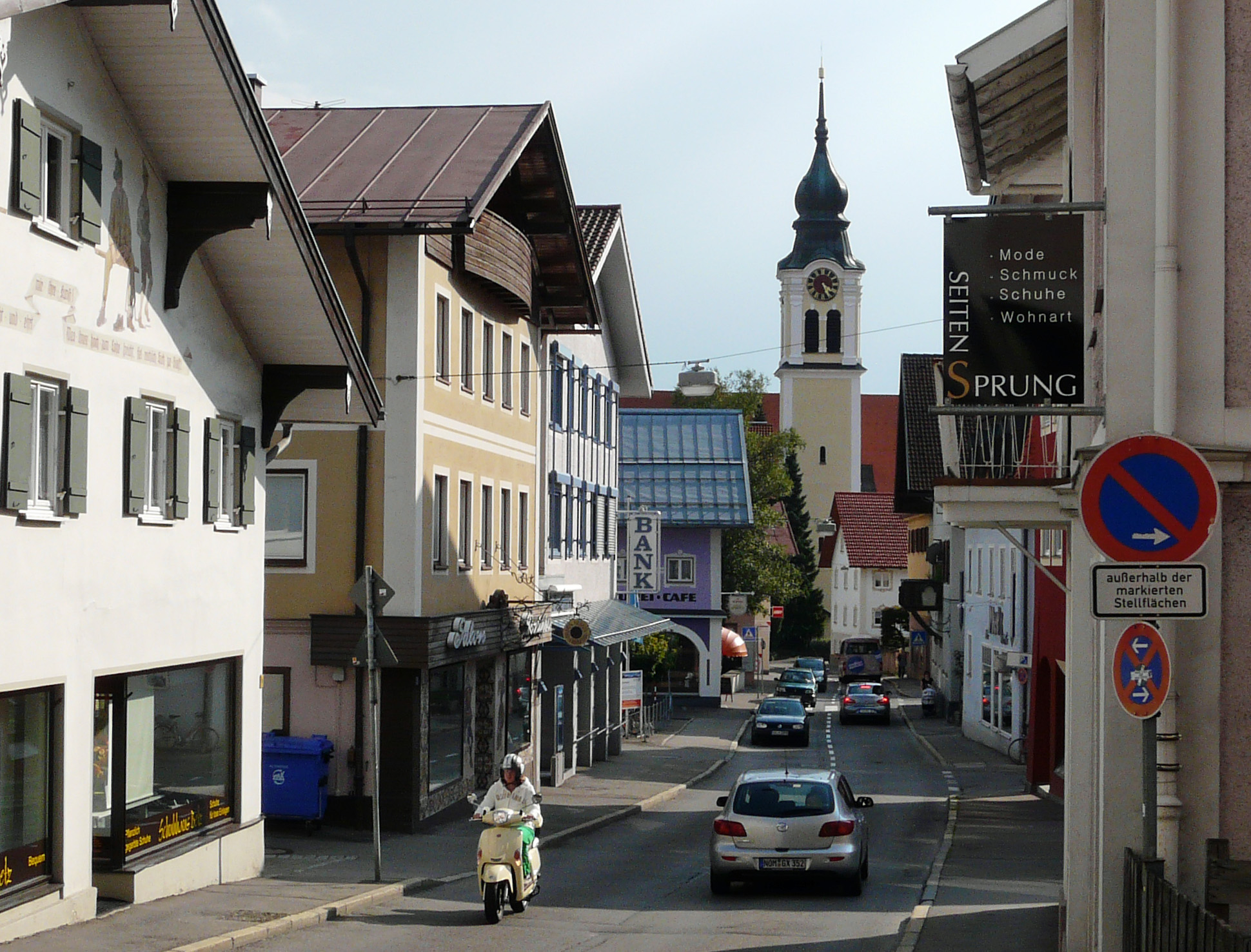
Marktstraße in Sonthofen

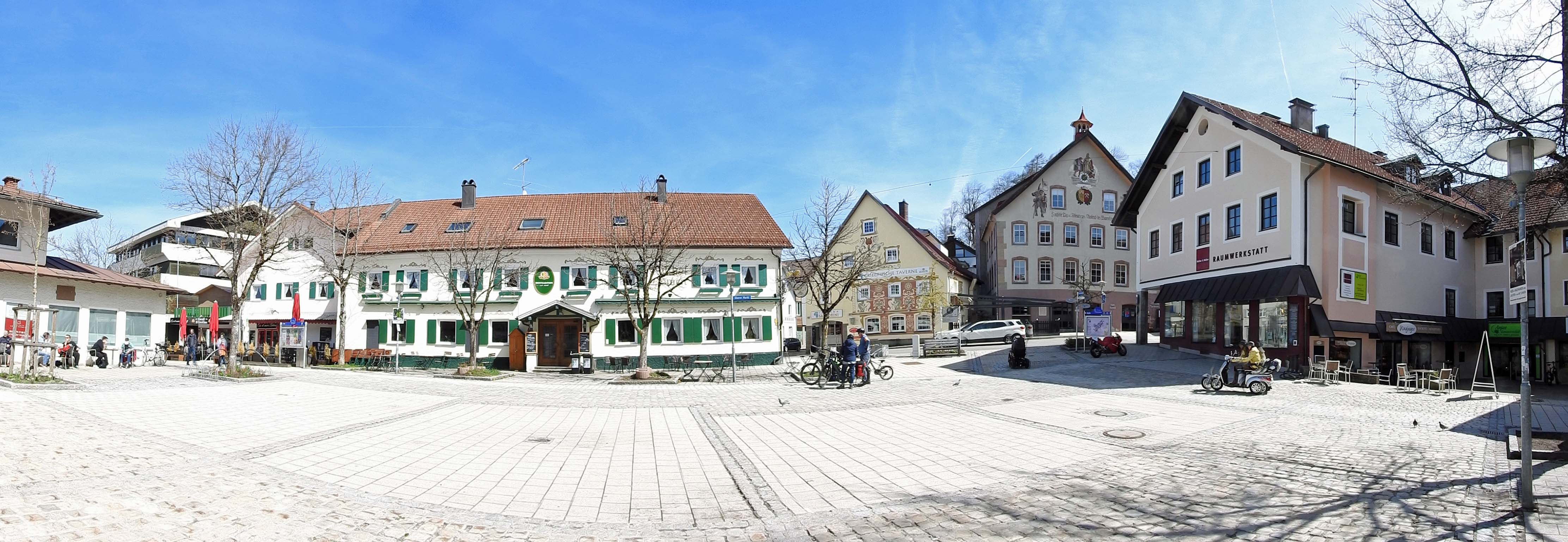
Sonthofen – Stadtmitte

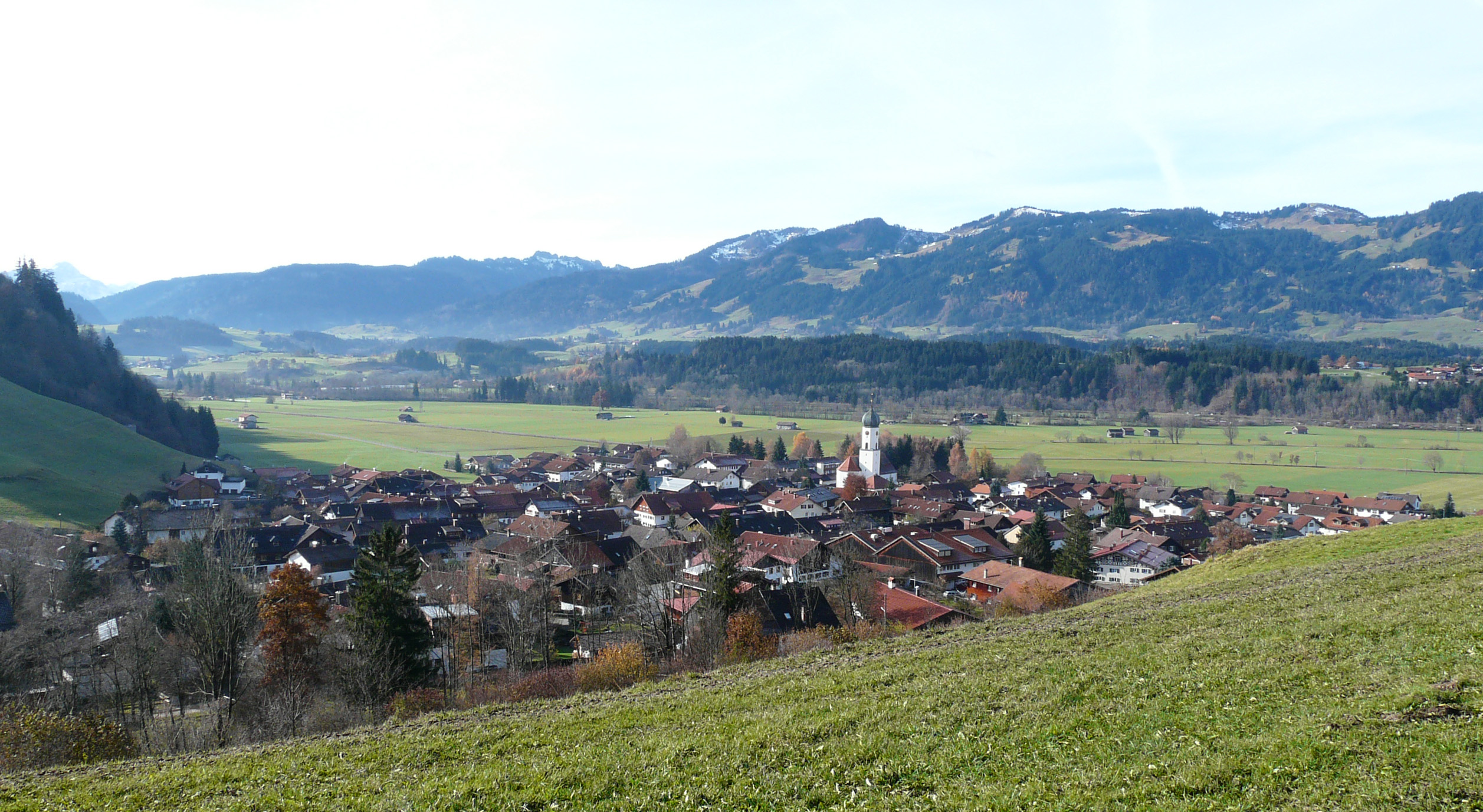
Altstädten mit Hörnergruppe

Sonthofen ist die Kreisstadt des schwäbischen Landkreises Oberallgäu in Bayern. Sie wurde zur Alpenstadt des Jahres 2005 gekürt. Sie ist die südlichste Stadt Deutschlands.

## Geografie

### Lage
Das Stadtgebiet liegt in einem Bereich von etwa 750 bis 1689 m ü. NHN am Nordrand der Allgäuer Alpen. Durch die Stadt fließen die Flüsse Iller und Ostrach. Sonthofen ist etwa 60 Kilometer vom Bodensee und 150 Kilometer von München entfernt und die am südlichsten gelegene Stadt Deutschlands. Nach den Eingemeindungen von 1976 grenzt der Grünten an das Gemeindegebiet Sonthofens.

### Stadtgliederung
Es gibt 20 Gemeindeteile  (in Klammern ist der Siedlungstyp angegeben):
- Altstädten (Pfarrdorf)
- Beilenberg (Dorf)
- Berghofen (Pfarrdorf)
- Binswangen (Dorf)
- Breiten (Einöde)
- Burg Sonthofen (Anstalt)
- Hinang (Dorf)
- Hochweiler (Weiler)
- Hofen (Dorf)
- Illersiedlung[4]
- Imberg (Dorf)
- Margarethen (Dorf)
- Rieden (Stadtteil)
- Sonthofen (Hauptort)
- Staig (Dorf)
- Tannach (Dorf)
- Tiefenbach (Dorf)
- Unterried (Weiler)
- Walten (Weiler)
- Winkel (Dorf)

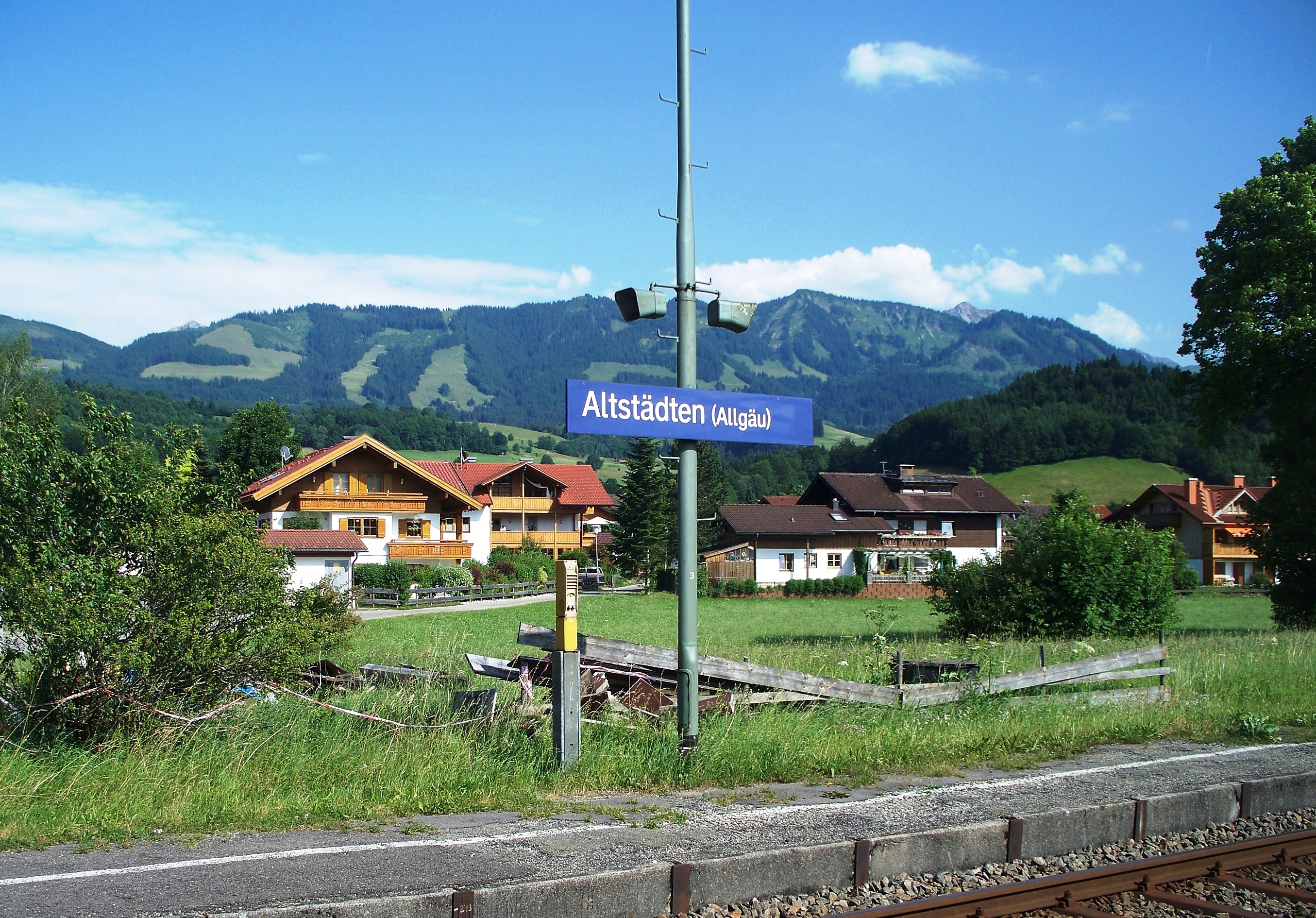
Altstädten
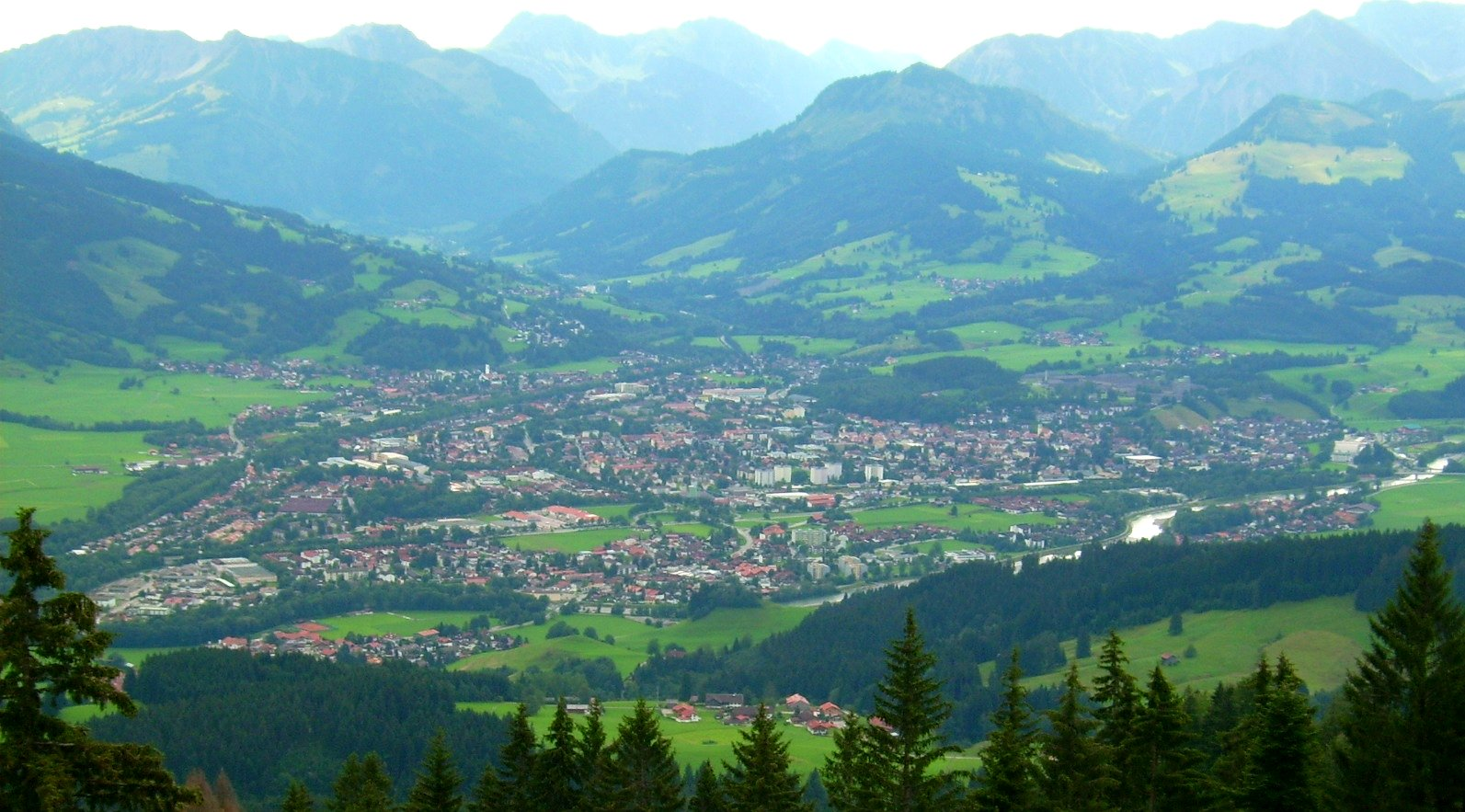
Stadtansicht vom Mittag

## Geschichte

### Bis um 1900
Am Fuße des Kalvarienberges lag vermutlich eine alamannische Siedlung, mit der die Ortsgeschichte begann. Auf der Kuppe vermutet man eine alte Thingstätte. Hier wurde ab 1120 alljährlich ein Frongericht abgehalten. In einer Schenkungsurkunde aus dem Jahr 839 wird erstmals der Ort „Nordhovun in Pago Albegauge“ (Nordhofen) erwähnt, zu dem es vermutlich bereits das Gegenstück „Sunthovun“ (Südhofen) gegeben hat. Nordhofen lag ungefähr im Gebiet zwischen der heutigen B 308 und der Ostrach. Das größere Sunthovun umfasste das Gebiet der heutigen Marktstraße. Mit der wachsenden Population ging Nordhovun in Sunthovun auf und der Ort wurde fortan Sunthoven genannt, welcher 1145 erstmals urkundlich erwähnt wurde. Aus Sunthoven wurde Sundhof, was bis ins späte Mittelalter blieb und später wurde der Ort zu Sonthofen.
Im Jahre 1429 verlieh König Sigismund von Luxemburg auf Vorschlag des Landesherrn und Bischof von Augsburg Kardinal Peter von Schaumberg den Orten Bad Hindelang, Nesselwang und Sonthofen das Recht, jährlich einen fünftägigen Jahrmarkt und einen Wochenmarkt abzuhalten. 1544 wurden von dem Hochstift Augsburg zwei Markttage pro Jahr genehmigt, der Magnus-Markt am 14. September und der Gallus-Markt am 15. Oktober. Mit dem Marktrecht waren Schutzrechte für Marktbesucher und Händler verbunden sowie die Gerichtsbarkeit. Der Blutbann brachte das Recht mit sich, über Leib und Leben zu richten. Der Reichsvogt, gleichzeitig Vorsitzender des Blutgerichtes, war berechtigt, über die vier todeswürdigen Verbrechen (Mord, Raub, Notzucht, Brandstiftung) abzuurteilen. Der Gedenkstein in der Nordstraße erinnert an den bis 1817 dort existierenden Galgen des Hochgerichtes Sonthofen, die letzte Hinrichtung in Sonthofen fand 1944 statt. Die Stadt Sonthofen entwickelte sich ab 1812 bis zur Mitte des 19. Jahrhunderts zum Zentrum des Viehhandels für die Alpenländer Bayern, Italien, Frankreich, Österreich und Schweiz, und hatte auch internationale Bedeutung für Händler aus Russland, Schweden und Ungarn. Dreimal jährlich, im März, September und Oktober, kamen Tausende Händler und Schaulustige zusammen und handelten bis zu 6000 Stück Vieh. Ab 1873 konnte für den Transport der Tiere die Eisenbahn genutzt werden.
Am 14. Februar 1525 versammeln sich die aufständischen Bauern aus dem Allgäu in Sonthofen, was als Auftakt zum Bauernkrieg als „Sonthofner Tag“ in die Geschichte eingeht. Vor 1800 war Sonthofen Pflegeamt und gehörte zum Hochstift Augsburg. Mit dem Reichsdeputationshauptschluss von 1803 kam der Ort zu Bayern. Im Zuge der Verwaltungsreformen in Bayern entstand mit dem Gemeindeedikt von 1818 die heutige Gemeinde.
1872/73 wird die Bahnstrecke Immenstadt–Sonthofen erbaut, 1888 folgt die Verlängerung nach Oberstdorf. Als zweite Buslinie in Bayern entstand 1905 eine Omnibusverbindung nach Bad Hindelang.

### 20. Jahrhundert
Im Ersten Weltkrieg sowie im Zweiten Weltkrieg war Sonthofen Garnison. 1936 bzw. 1938 wurden die Jäger-Kaserne und die Grünten-Kaserne für die Gebirgstruppe errichtet.
Überregionale Bedeutung erhielt Sonthofen zur Zeit des Nationalsozialismus durch Stationierung von Wehrmacht und SS-Verbänden. Die NS-Ordensburg diente der NSDAP als Adolf-Hitler-Schule. Nach dem Krieg wurde sie zunächst von den US-Streitkräften genutzt und 1956 wieder von der Bundeswehr übernommen und in Generaloberst-Beck-Kaserne umbenannt. Heute sind auch noch die Jäger-Kaserne und die Grünten-Kaserne in Sonthofen gelegen.
Sonthofen wurde im Zweiten Weltkrieg zweimal bombardiert: Das erste Mal am 22. Februar 1945; dabei wurden das Käslager, die Spitalkirche und die Genossenschaftsbank getroffen. Der zweite Angriff erfolgte am 29. April 1945; dabei wurde die katholische Pfarrkirche St. Michael getroffen. Einen Tag später wurde Sonthofen von den Franzosen besetzt, welche im Juli 1945 durch die Amerikaner abgelöst wurden. Im Jahr 1956 wurde Sonthofen wieder zum Bundeswehr-Standort.
Am 18. August 1963 wurde der bisherigen Marktgemeinde Sonthofen die Bezeichnung „Stadt“ verliehen; 1972 wurde sie zur Kreisstadt des neuen Landkreises Oberallgäu.
1975 geriet Sonthofen in die Schlagzeilen mit dem Vorschlag des bayerischen Ministerpräsidenten und CSU-Vorsitzenden Franz-Josef Strauss, durch eine veränderte Oppositionsstrategie einen Wahlsieg bei der Bundestagswahl 1976 vorzubereiten. Dieser Vorschlag ist als Sonthofen-Strategie bekannt.

#### Eingemeindungen
Am 1. Januar 1976 wurde im Rahmen der Gebietsreform in Bayern die Gemeinde Altstädten mit Hinang, Beilenberg und Hochweiler eingegliedert.

### 21. Jahrhundert
Wie bereits 1999 richtete auch 2005 eine Hochwasserkatastrophe große Schäden im Stadtgebiet an (Siehe auch Alpenhochwasser 2005). Im selben Jahr erhielt Sonthofen die Auszeichnung „Alpenstadt des Jahres“.
Das Amtsgericht Sonthofen wurde 2008 von Kempten gelöst und eine selbständige Justizbehörde.

### Einwohnerentwicklung
Zwischen 1988 und 2018 wuchs die Stadt von 20.037 auf 21.541 um 1.504 Einwohner bzw. um 7,5 %.
Die Einwohnerzahlen ab 1840 beziehen sich auf die heutige Gemeindefläche (Stand: 1987).
| Jahr | Einwohner |
| ---- | --------- |
| 1840 | 02.698    |
| 1900 | 04.460    |
| 1939 | 11.154    |
| 1950 | 11.175    |
| 1961 | 14.257    |
| 1970 | 17.958    |
| 1987 | 20.025    |
| 1991 | 20.916    |

| Jahr | Einwohner |
| ---- | --------- |
| 1995 | 21.379    |
| 2000 | 21.319    |
| 2005 | 21.213    |
| 2010 | 20.874    |
| 2011 | 20.756 ¹  |
| 2015 | 21.300    |
| 2016 | 21.529    |
| 2019 | 21.589    |
|      |           |

¹ Volkszählungsergebnis

## Politik

### Stadtrat
Der Stadtrat hat 30 Mitglieder. Sie verteilen sich nach der Kommunalwahl am 15. März 2020 folgendermaßen auf die einzelnen Parteien und Wählergemeinschaften:
| Partei / Liste  | Stimmenanteil | Sitze  |
| CSU             | 30,6 %        | 9      |
| Grüne           | 24,8 %        | 8      |
| SPD             | 9,8 %         | 3      |
| FDP             | 4,1 %         | 1      |
| FW              | 30,8 %        | 9      |
| Wahlbeteiligung | 49,7 %        | 49,7 % |

### Bürgermeister
Erster Bürgermeister ist seit 1. Mai 2014 Christian Wilhelm (Freie Wähler). Er wurde bei der Kommunalwahl 2020 mit 92,63 % der gültigen Stimmen im Amt bestätigt.

### Wappen
| | Blasonierung: „Gespalten von Gold und Rot; vorne nebeneinander drei bewurzelte grüne Flachspflanzen mit blauen Blüten, hinten zwei schräg gekreuzte silberne Nagelschmiedhämmer.“ |
| Wappenbegründung: Die Pflanzen symbolisieren den Flachsanbau, der bis ins 19. Jahrhundert eine wichtige Einnahmequelle der Bauern war. Die Schmiedehämmer versinnbildlichen die Verarbeitung des am nahegelegenen Grünten abgebauten Eisenerzes im Hüttenwerk Sonthofen sowie die Weiterverarbeitung in zahlreichen Nagelschmieden, bis zur Mitte des 19. Jahrhunderts ebenfalls eine wichtige Erwerbsquelle in Sonthofen. | |

## Kultur und Sehenswürdigkeiten

### Bauwerke

#### Sakralbauten

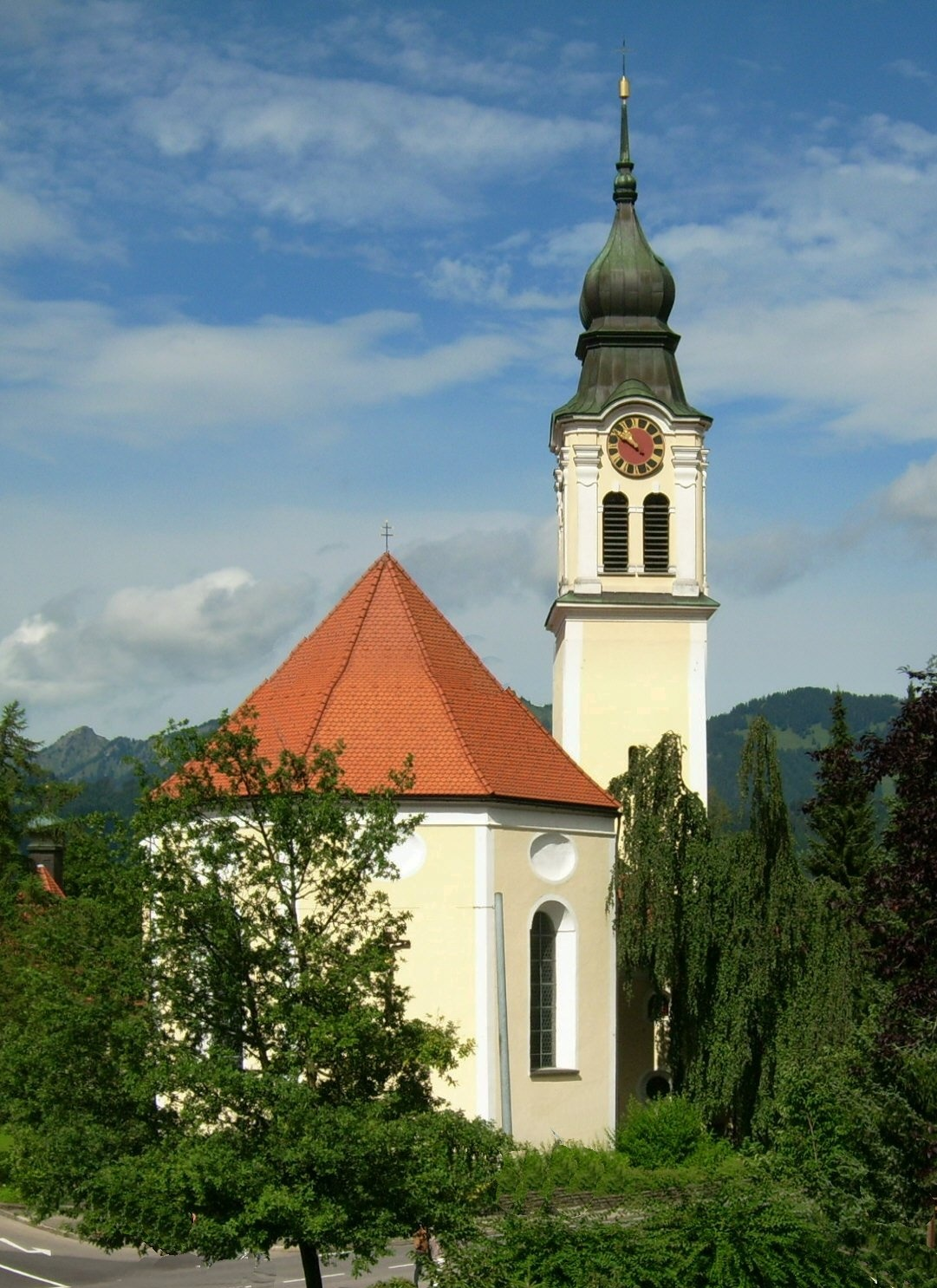
Katholische Pfarrkirche St. Michael

- Die katholische Pfarrkirche St. Michael liegt unterhalb des Kalvarienbergs. Vorgängerbauten dürften schon im 9. Jahrhundert existiert haben. Bis 1377 gehörte das Tannheimer Tal und bis 1471 auch Hindelang mit zu dieser Pfarrei. 1449 und 1540 brannte die Kirche ab und wurde jeweils wieder aufgebaut. Die barocke Kirche besaß einst einen eigenen Leprosenkoben für die Leprakranken sowie Deckengemälde von Waldemar Kolmsperger, der auch den Hochaltar gestaltete. Durch Bombenangriffe im Zweiten Weltkrieg wurde sie jedoch schwer beschädigt und verlor auch ihre 400 Jahre alten Glocken. Die Deckenfresken wurden 1988 bis 1991 durch Malereien Arnulf Heimhofers ersetzt.
- Auf der Südseite von St. Michael befindet sich die Frauenkapelle, die aus der gleichen Zeit stammt und ebenfalls den beiden Bränden zum Opfer fiel und wieder neu errichtet wurde. Sie enthält ein Fresko aus der Mitte des 18. Jahrhunderts, das möglicherweise von Franz Anton Weiß stammt, sowie einen Hochaltar von 1704/1705.
- 1499 wurde die Spitalkirche Heilig Kreuz erbaut, die zu einer Augsburger Spitalstiftung gehörte. Nach der Zerstörung durch Luftangriffe 1945 wurde sie 1967 originalgetreu wieder aufgebaut.
- Die Friedhofskapelle St. Sebastian und Afra wurde mit der Verlegung des Friedhofs von St. Michael auf das heutige Gelände im Jahr 1583 notwendig. 1827 wurde sie neu errichtet und Mitte des 20. Jahrhunderts renoviert.
- Die aus dem 14. Jahrhundert stammende und im 18. Jahrhundert umgebaute Kapelle St. Leonhard im Gemeindeteil Berghofen beherbergt als Besonderheiten neben volkstümlichen Votivtafeln und Schnitzfiguren aus dem Umkreis von Hans Multscher einen bedeutenden Flügelaltar aus der Werkstatt Hans Strigels des Älteren.
- Die Kriegergedächtniskapelle auf dem Kalvarienberg geht auf ein Bauwerk von 1650 zurück, das als Erinnerungsstätte für die Pesttoten errichtet und 1924 als Gedenkstätte für die Gefallenen des Ersten Weltkrieges neu erbaut wurde. Ein Deckenfresko zeigt einen Soldaten im Schlachtfeld in der zeittypischen Montur. Die Kapelle bildet den Endpunkt eines Kreuzweges, der von der Stadt den Kalvarienberg hinaufführt. Hier beginnt ein Kreuzweg.[7]
- Die evangelische Täufer-Johannis-Kirche wurde ab 1911 erbaut. Seit 1923 gibt es in Sonthofen eine selbständige evangelische Gemeinde.
- Im Gemeindeteil Imberg steht die Kapelle St. Katharina und St. Silvester, deren Madonna dem Kreis um Hans Multscher zugeschrieben wird.
- Auch die Neuapostolische Kirche, die Zeugen Jehovas und die Siebenten-Tags-Adventisten besitzen Versammlungsgebäude in Sonthofen.

#### Profanbauten
- Die Alte Schule am oberen Ende der Fußgängerzone wurde 1472 durch den Fürstbischof von Augsburg zum Rathaus gemacht. Nach 1544 wurde, nachdem das Rathaus schon vorher den Sitz gewechselt wurde, ein Neubau errichtet. Im 19. Jahrhundert wurde das Gebäude um eine hölzerne Theaterbühne ergänzt, die jedoch wegen Feuergefahr bald wieder abgerissen wurde. Das Haus wurde unter anderem als Korn- und Waaghaus und als Feuerwehrhaus genutzt. Zwischen 1821 und 1919 war es eine Schule, danach wieder Rathaus. Heute sind in dem Gebäude die Musikschule und die Stadtbücherei untergebracht. Die Giebelgemälde zeigen das Wappen Sonthofens, die Erhebung des Ortes zum Markt und eine Szene vom Beginn des Bauernkrieges 1525.

- Das einstige Spital mit Spitalkirche wurden von der Spitalstiftung des Rats von Sigmund von Tirol und Domherr in Brixen Conrad Wenger (1425 – 1501) und des Hochstifts Augsburg im ausgehenden 15. Jahrhundert begründet und diente bis 1920 auch als Krankenhaus von Sonthofen. Nach der Zerstörung durch einen Bombenangriff 1945 wurde das Ensemble wieder originalgetreu aufgebaut und beherbergt heute ein Altersheim. 2010 wurde mit der Neugestaltung der Fußgängerzone auf dem Spitalplatz die Skulptur Mitanond des Hintersteiner Bildhauers Willi Tannheimer errichtet.[11]

- Das Leprosenhaus wurde 1584 durch den Bischof von Augsburg für zunächst zehn Aussätzige gebaut. Im 18. Jahrhundert diente das Gebäude als Armenhaus; 1916 ging es in Privatbesitz über. Heute wird es als Wohnhaus genutzt. Vom Leprosenhaus führte der Leprosenweg zur Pfarrkirche St. Michael, in der die Kranken am Gottesdienst teilnehmen konnten.[12] Eine Leprarätsche, mit der sie auf dem Weg in die Kirche vor ihrem Herannahen warnen mussten, ist im Heimathaus Sonthofen ausgestellt. Der Leprosenkobel in der Kirche existierte bis ins 20. Jahrhundert.

- Rätsel gibt das Möggenried-Haus auf, das um 1586 erbaut wurde, aber auf vermutlich noch deutlich älteren Kellerfundamenten steht. Möglicherweise ist es der Nachfolger des einstigen „Hengstehauses“.

- Das heutige Amtsgericht stammt aus dem Jahr 1912.

- Das Krankenhaus wurde 1914 erbaut, um das alte Spitalgebäude zu entlasten, diente aber zunächst als Kaserne. Es wurde 1998 erweitert.

- Die Markthalle beim Marktanger diente zunächst als reine Viehmarkthalle, wurde aber bald nach ihrer Erbauung 1929 auch für andere Zwecke genutzt. Der Marktanger war seit 1898 Schauplatz riesiger Viehmärkte. Einst befand sich der Bahnhof in nächster Nähe des Viehumschlagplatzes.

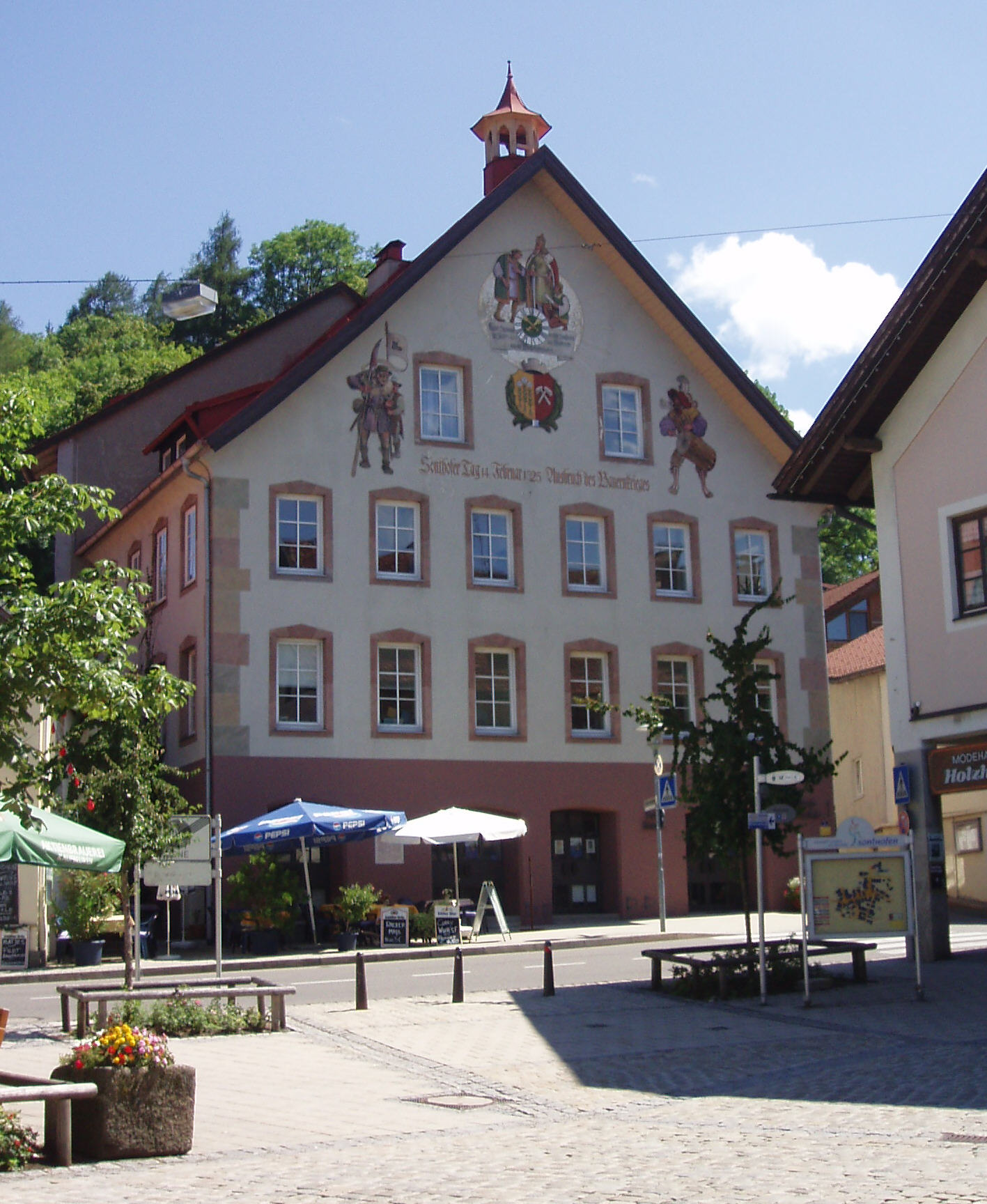
Alte Schule
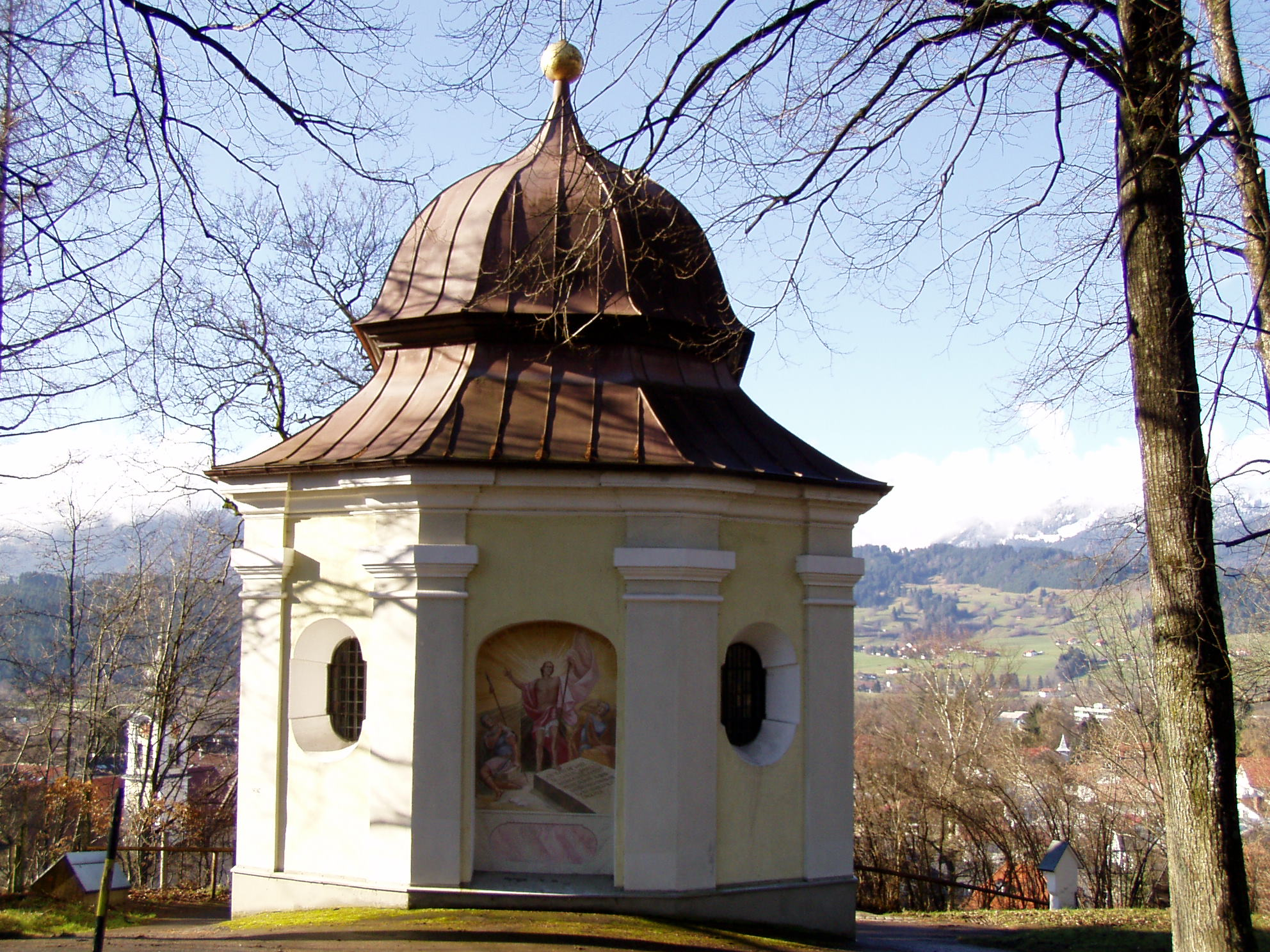
Kriegergedächtniskapelle
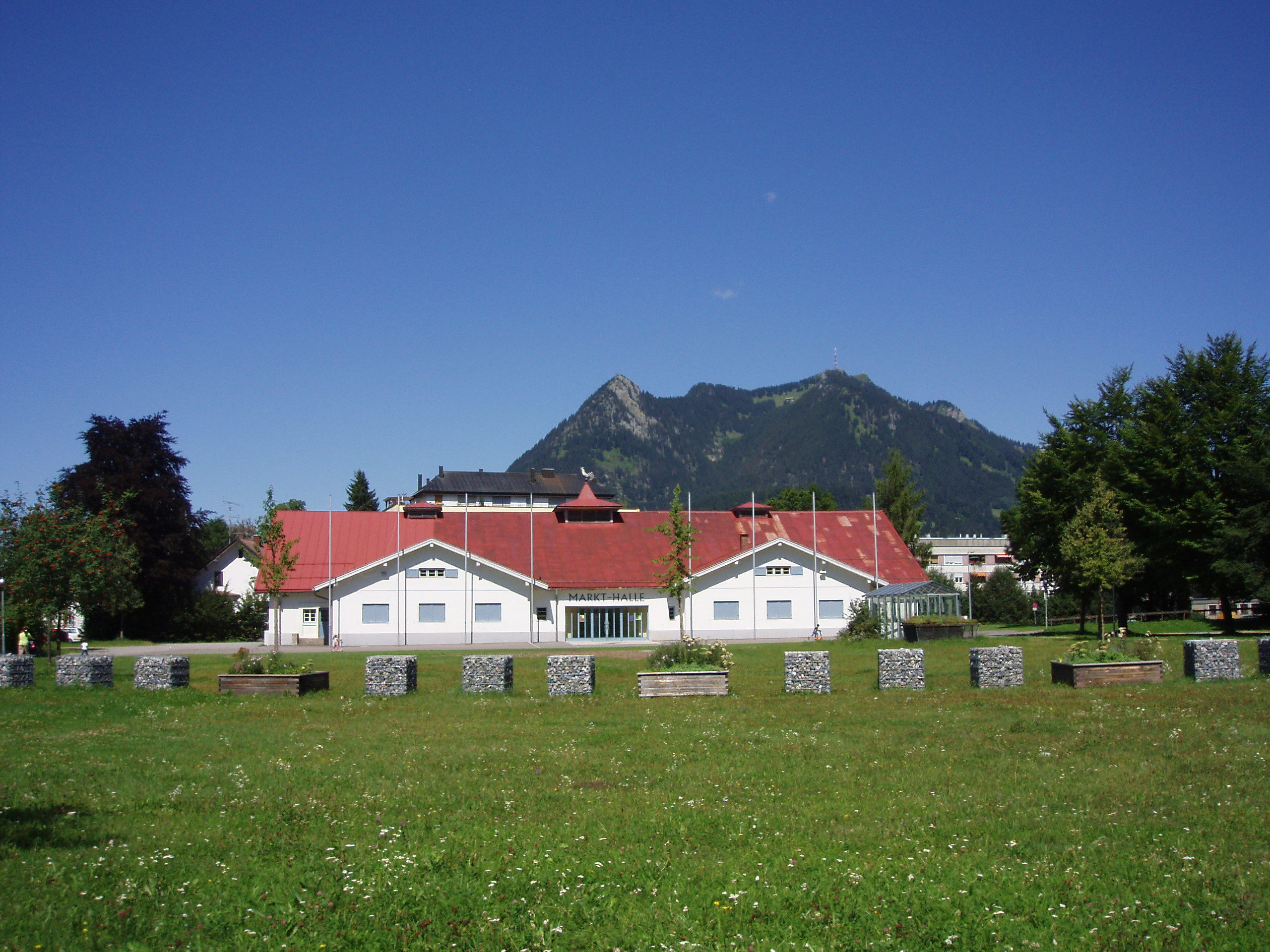
Markthalle
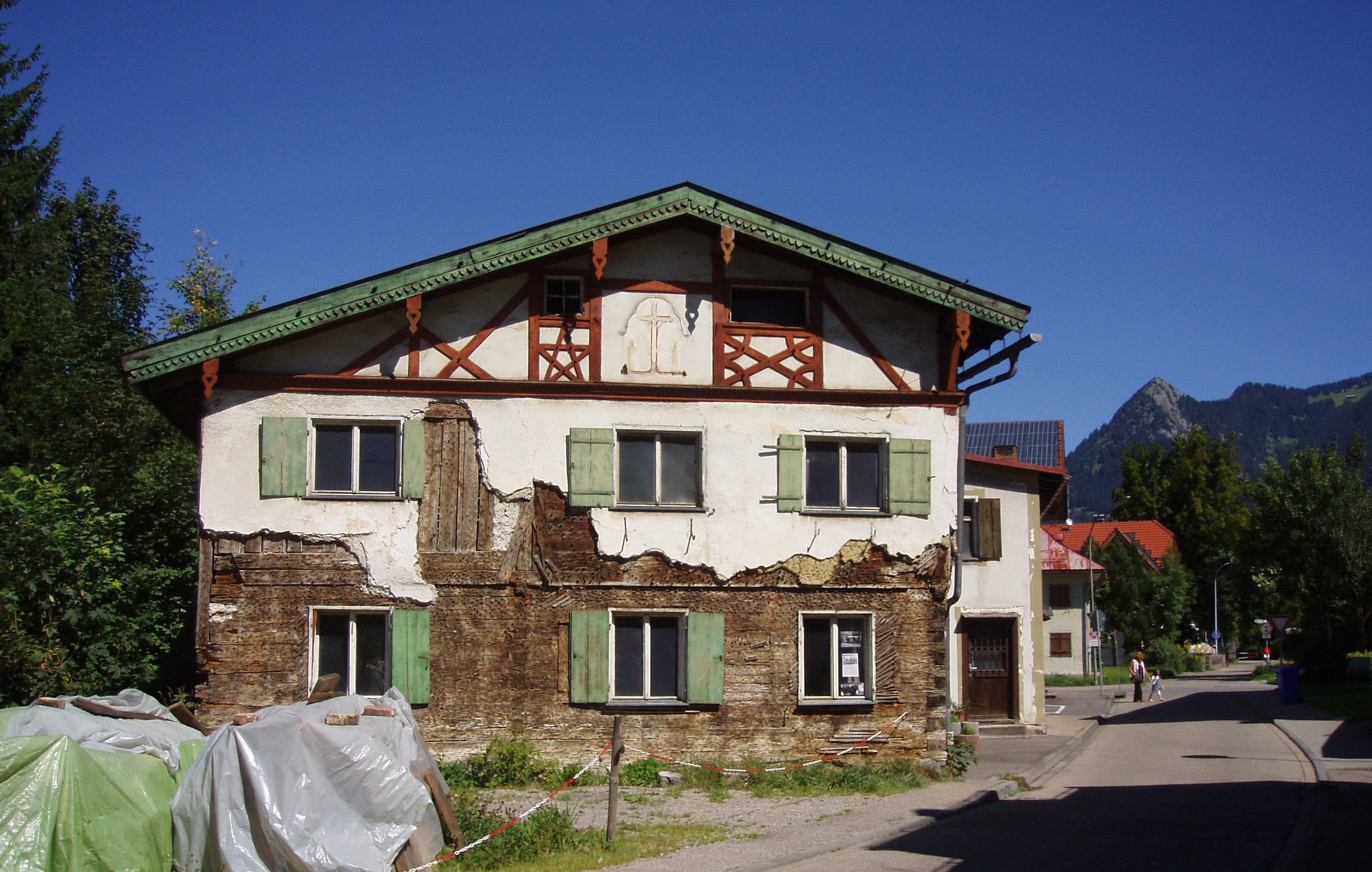
Möggenried-Haus
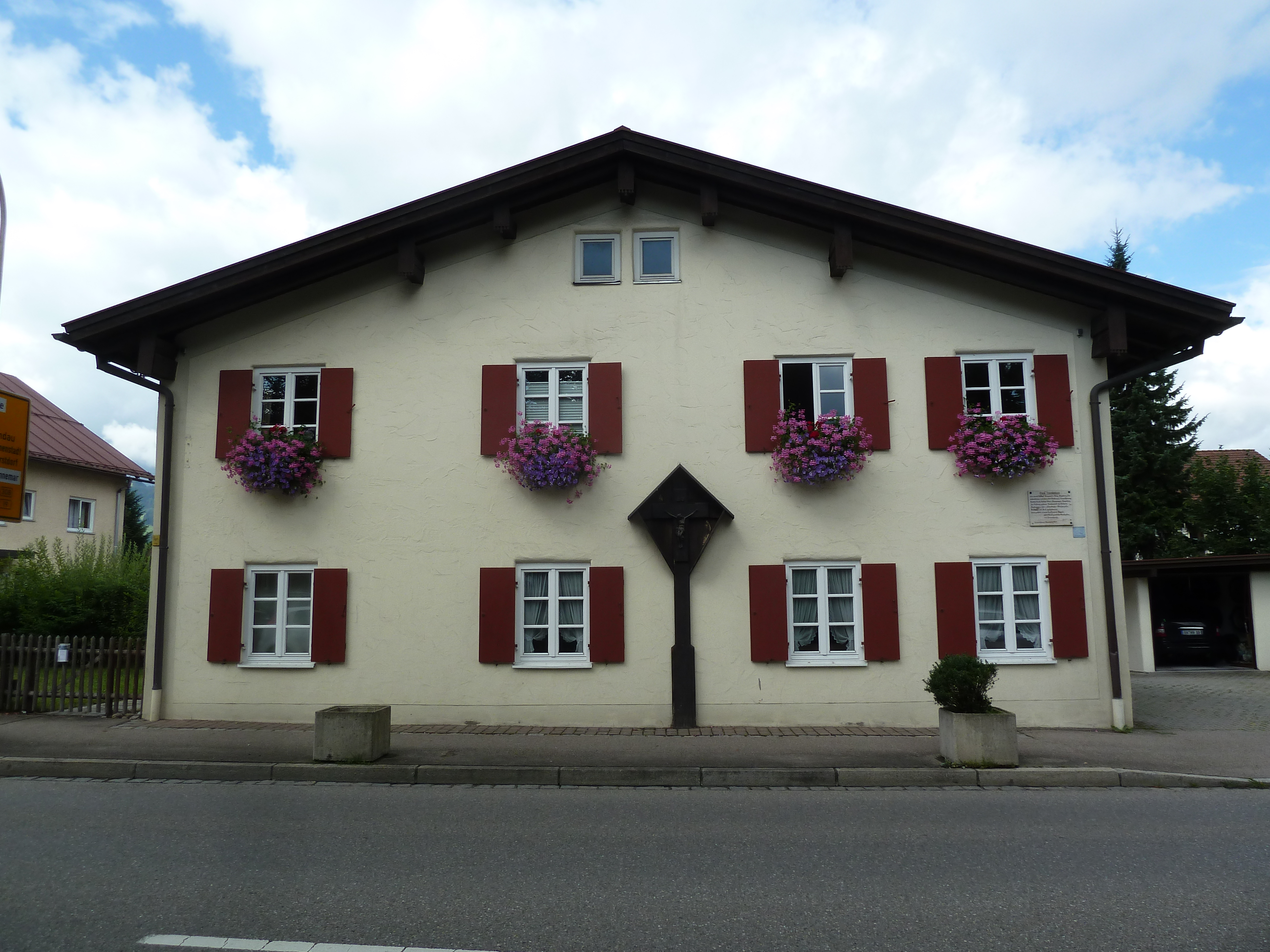
Leprosenhaus
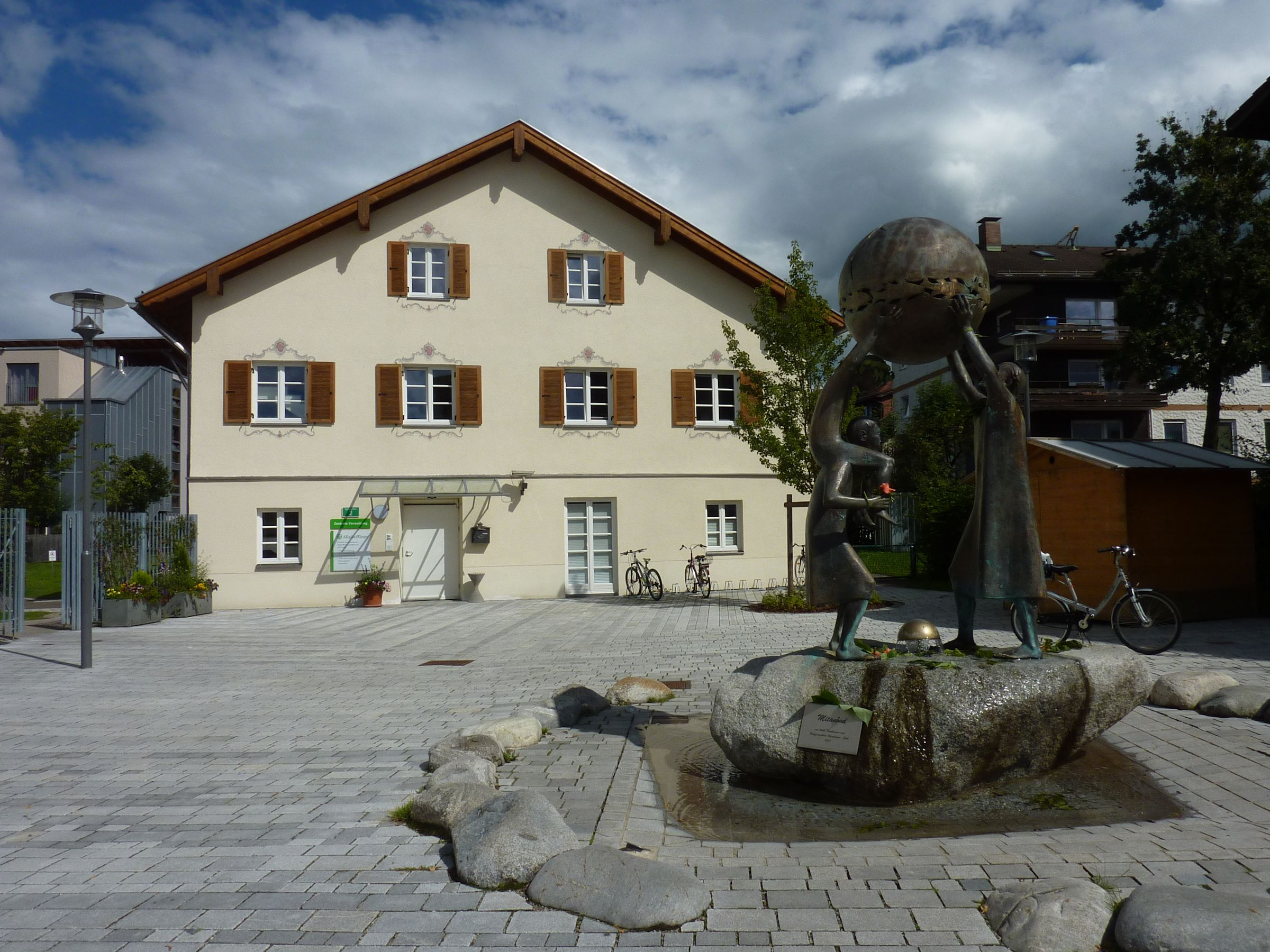
Spitalplatz mit Skulptur Mitanond

- In den Jahren 1943 und 1944 wurde nach Plänen von Hermann Giesler und unter der Bauleitung von Sebastian Maier von Soldaten und Zwangsarbeitern eine 340 Meter lange Luftschutzstollenanlage im Kalvarienberg mit Zugängen in der Hindelanger Straße 16 (neben der Katholischen Kapelle Christi Urlaub) und der Bergstraße 1 in dem stark verdichteten Geröllablagerungen des ehemaligen Ostrachbettes angelegt, die mit 1000 bis 1500 Menschen belegt werden konnte. Ursprüngliche Planungen zu einem rund 1,5 km langen Anschluss an die ehemaligen Ordensburg konnten vor Kriegsende nicht mehr realisiert werden. Die Gänge wurden in den 1970er Jahren mit Spritzbeton ausgekleidet und sollten Fledermäusen als Refugium dienen.[13]

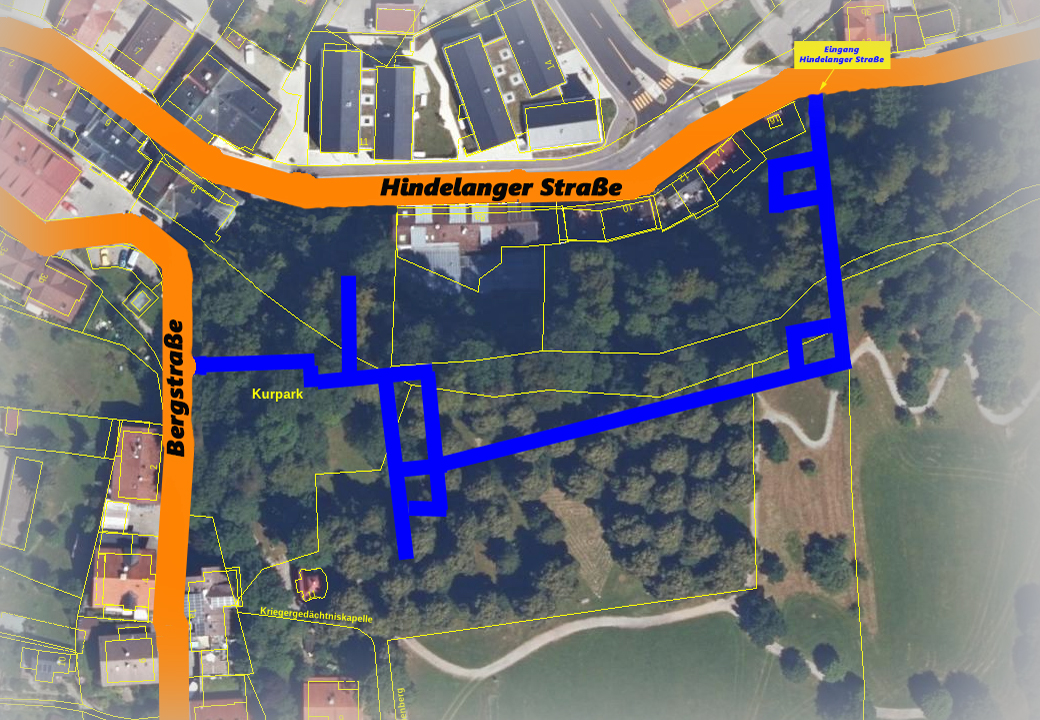
Verlauf der Luftschutzanlage im Kalvarienberg
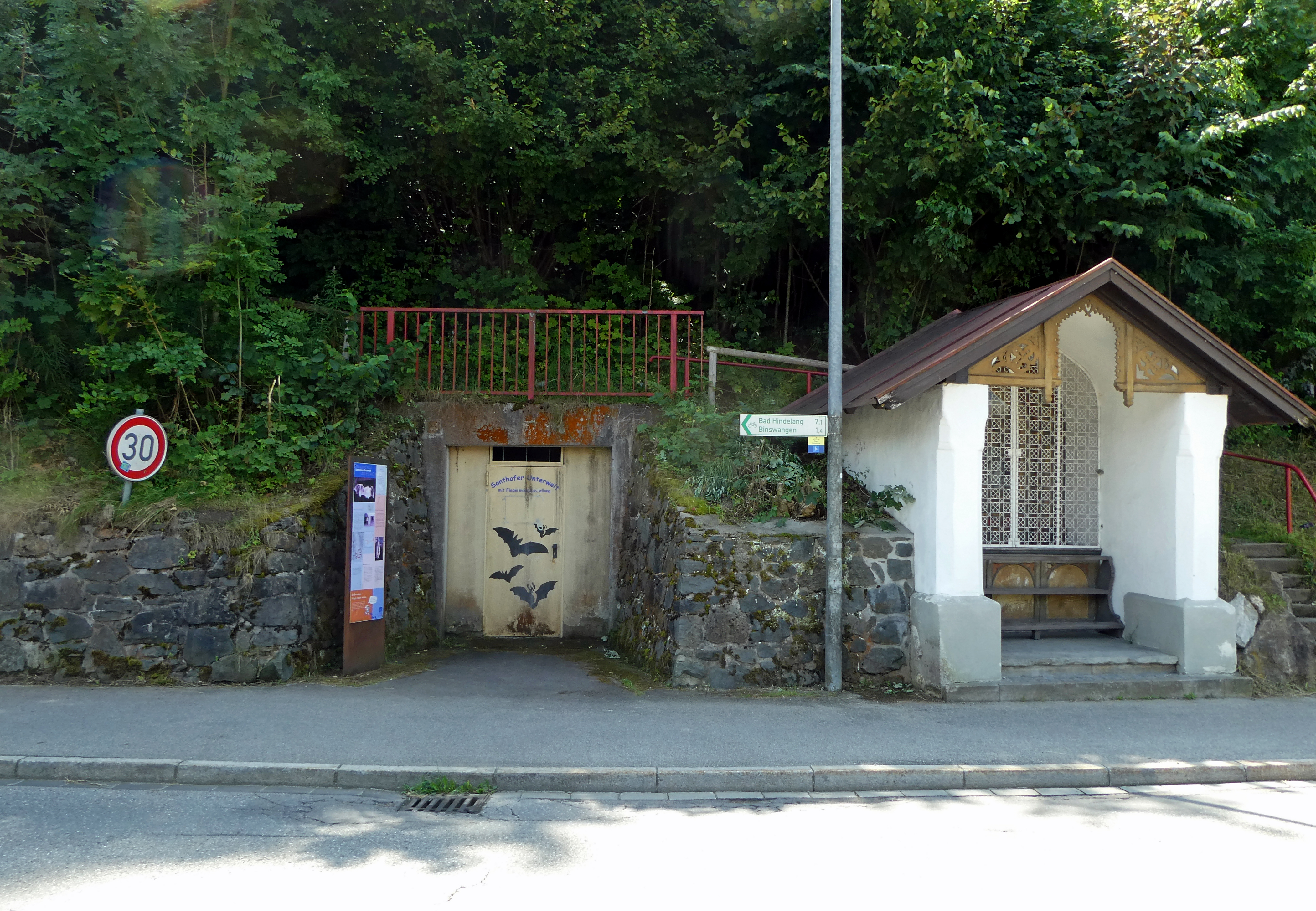
Eingang Hinderlanger Straße
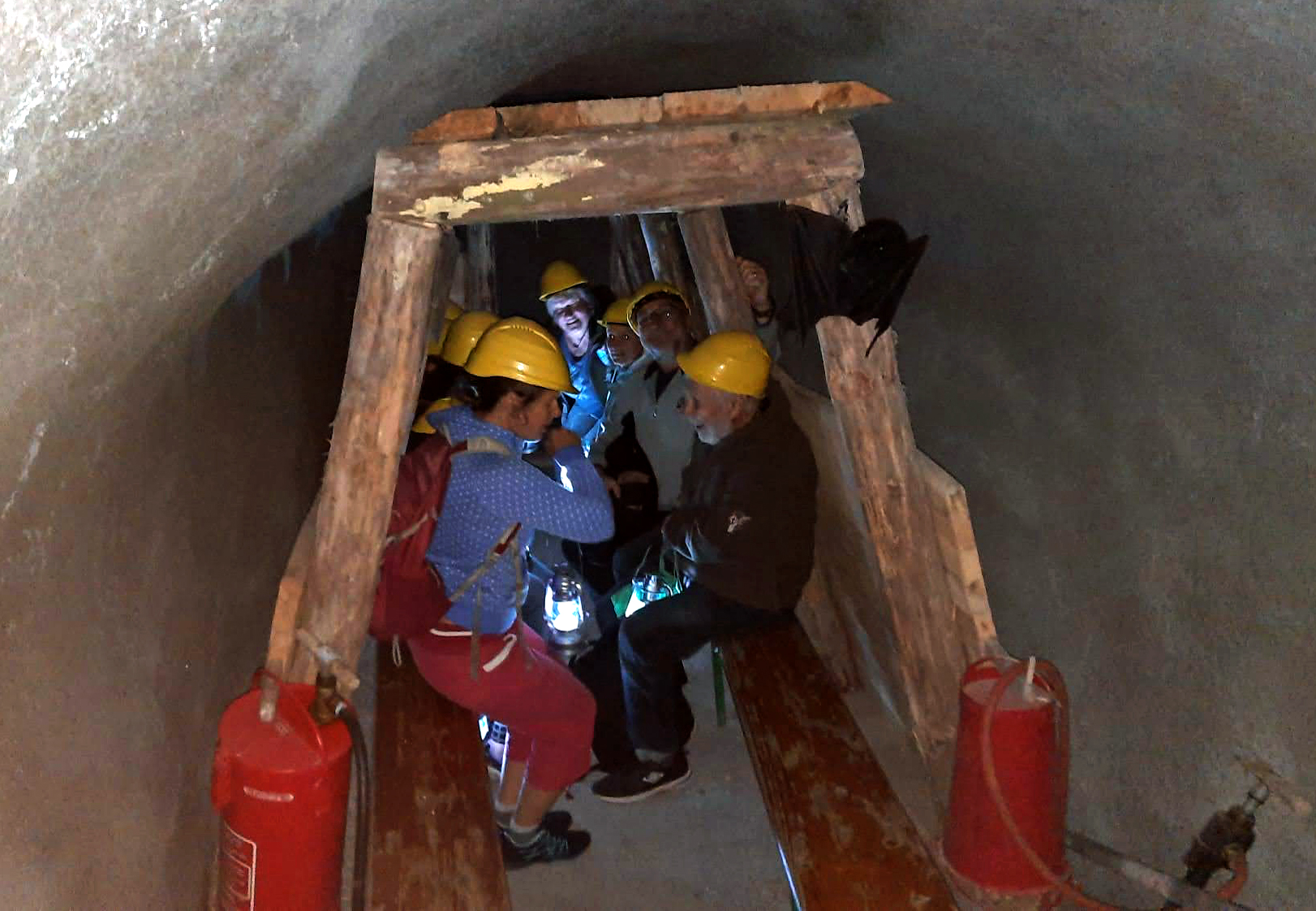
Aufenthalts- und Sitzplätze
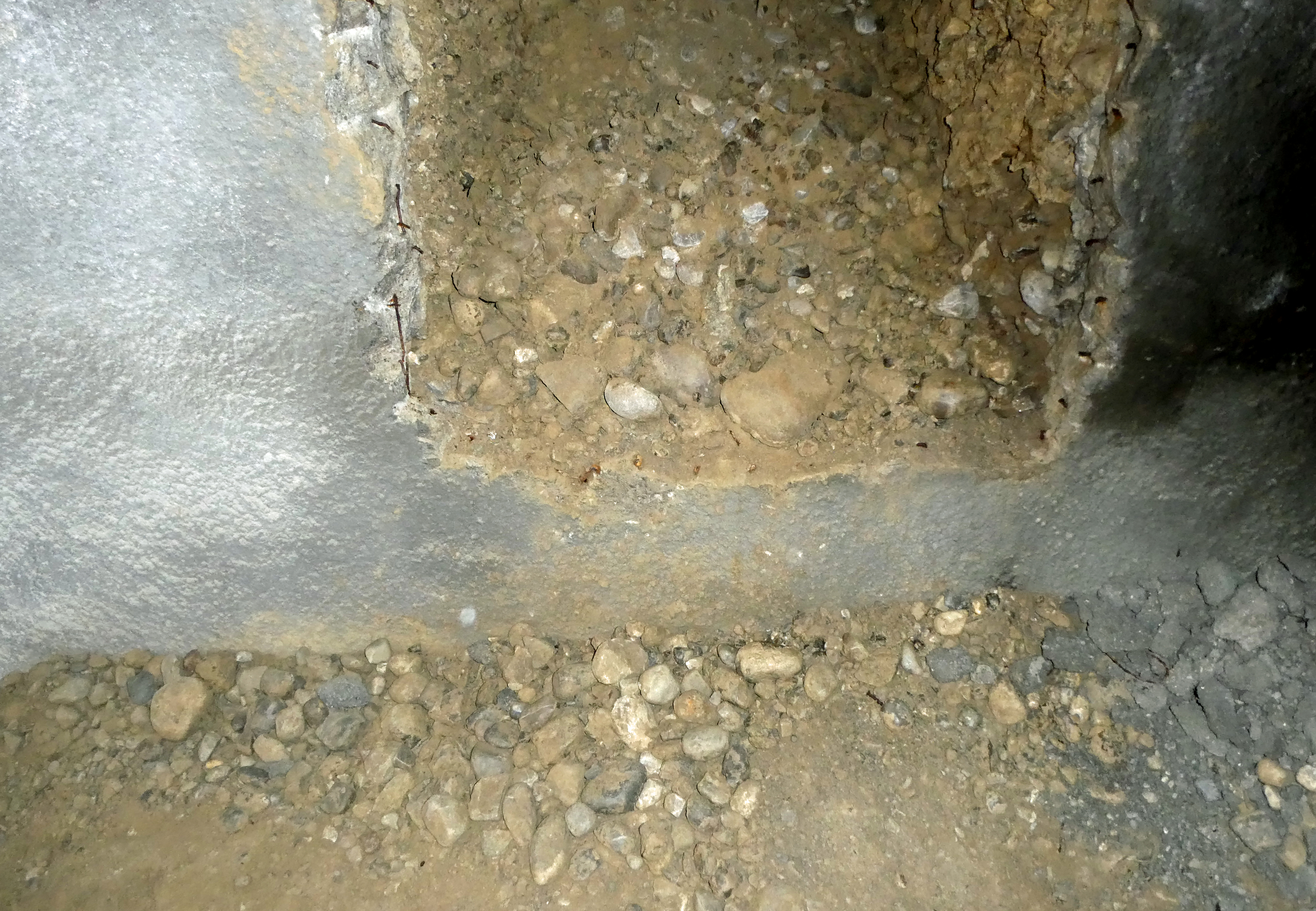
Geröll des ehemaligen Ostrachbettes

### Denkmäler

#### Naturdenkmäler
- Im Jahre 1835 eröffnete Johann Althaus in Sonthofen eine Sennerei. Die sogenannten Althaus-Lärchen auf dem Althaus-Platz am Ende der Fußgängerzone wurden von ihm gepflanzt. Sie gelten heute als Naturdenkmal. In der Nähe der Lärchen stand bis 1998 das einst von Althaus bewohnte Haus.
- Die Starzlachklamm beim Gemeindeteil Winkel, seit 1932 für Wanderer erschlossen, führt zur Starzlach, die dort zwischen Grünten und Wertacher Hörnle hervorbricht.

#### Kulturdenkmäler
- Ein Gedenkstein in der Nordstraße erinnert an den Standort des Galgens des Sonthofer Hochgerichts, der hier bis 1817 stand. Seit Sonthofen 1429 zum Markt erhoben worden war, wurde die Blutgerichtsbarkeit ausgeübt. Hinrichtungen gab es auch nach 1817 noch; die letzte fand in Sonthofen wahrscheinlich 1944 statt.
- Gegenüber dem einstigen Leprosenhaus ist ein altes Sühnekreuz zu sehen.
- Der Marktbrunnen sorgte vermutlich ab 1822 für die öffentliche Wasserversorgung Sonthofens. Einst befand sich neben dem Marktbrunnen der öffentliche Pranger.
- Auf dem Rathausplatz erinnert ein 1875 errichtetes Denkmal mit einer Statue der Siegesgöttin an die Opfer des Krieges von 1870/1871.
- Die Kriegsgräberstätte mit rund 1600 Grabstätten liegt auf einem bewaldeten Höhenrücken vor der Stadt. Sie wurde 1953 eingerichtet. Ein Glockenturm und ein großes Kreuz dienen als Mahnmale. Die Glocke trägt die Inschrift „Gedenket der Millionen Toten aus zwei Weltkriegen, 1914–1918/1939–1945“.
- Im Park beim Krankenhaus steht ein Mahnmal der Heimatvertriebenen. Die fünf Säulen symbolisieren Schlesien, Ostpreußen, Westpreußen, Pommern und das Sudetenland.
- Vor dem 1985 errichteten Rathaus befindet sich ein Brunnen mit plastischen Darstellungen zum Egga-Spiel. Er wurde von Joseph Michael Neustifter geschaffen.
- Stele "Adam und Eva im Paradies. Dort gab es keine Krankheiten" vor der Agentur für Arbeit, Immenstädter Straße.

### Grünanlagen

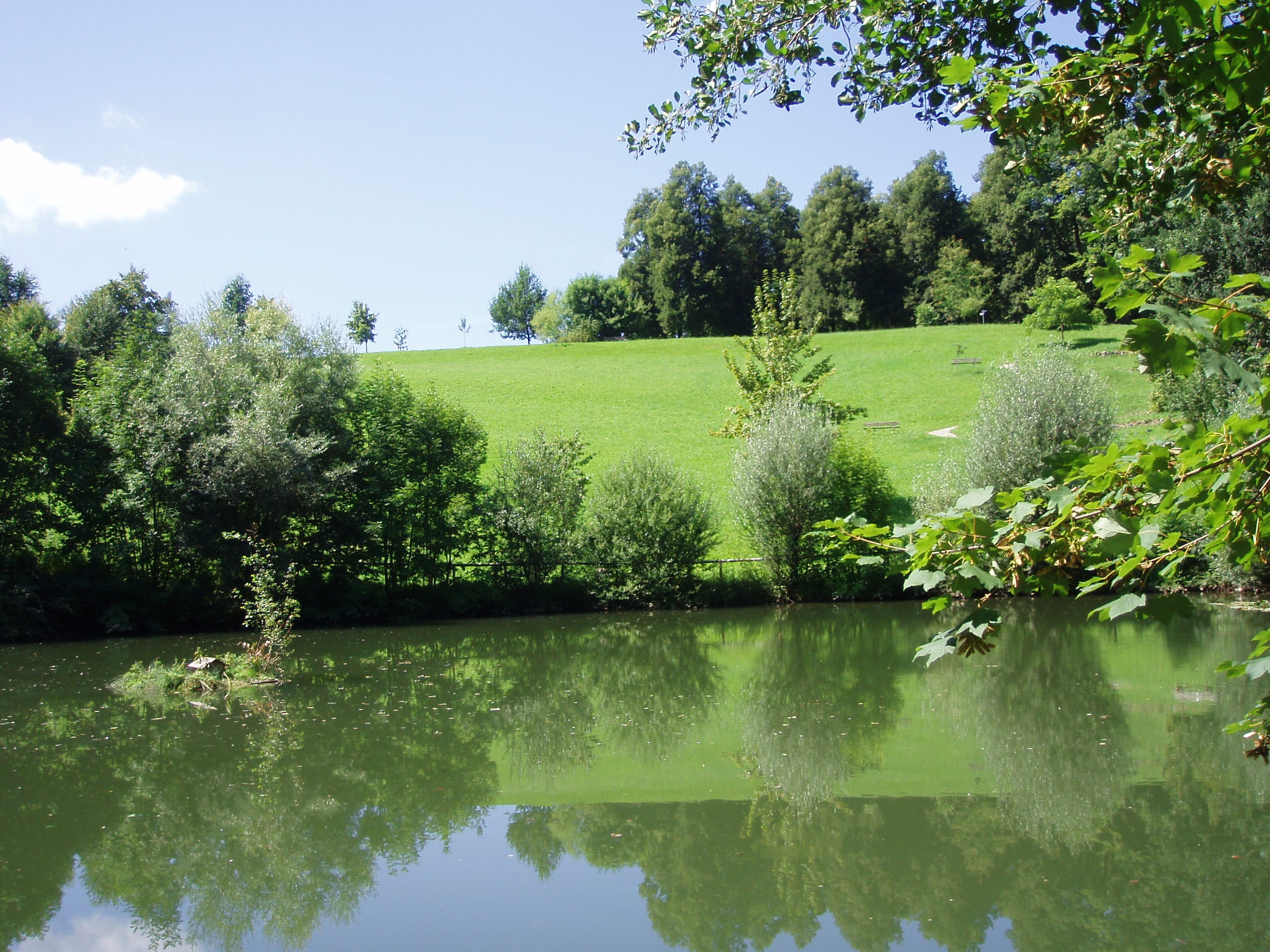
Der Ökokurpark

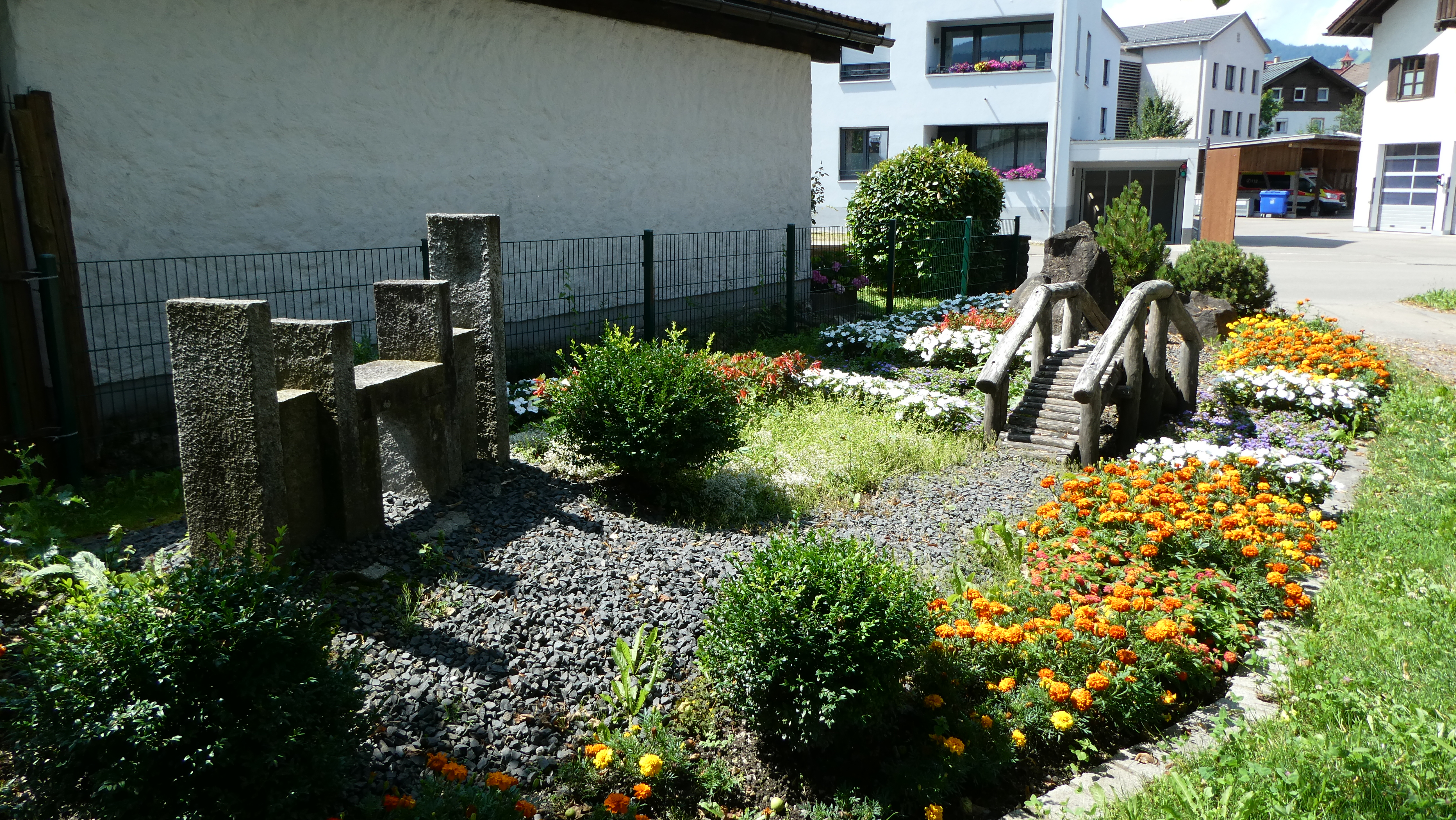
Fluhensteinbeet Marktanger

Neben dem Kalvarienberg befindet sich der ökologische Kurpark auf einem steilen Gelände. Er beherbergt ein Feuchtbiotop, einheimische Pflanzen und Informationstafeln zur Pflanzen- und Tierwelt.
Ein weiterer Park ist im sogenannten G'hau an der Iller, dort befindet sich auch eine Minigolfanlage sowie ein Spielplatz.

### Museen

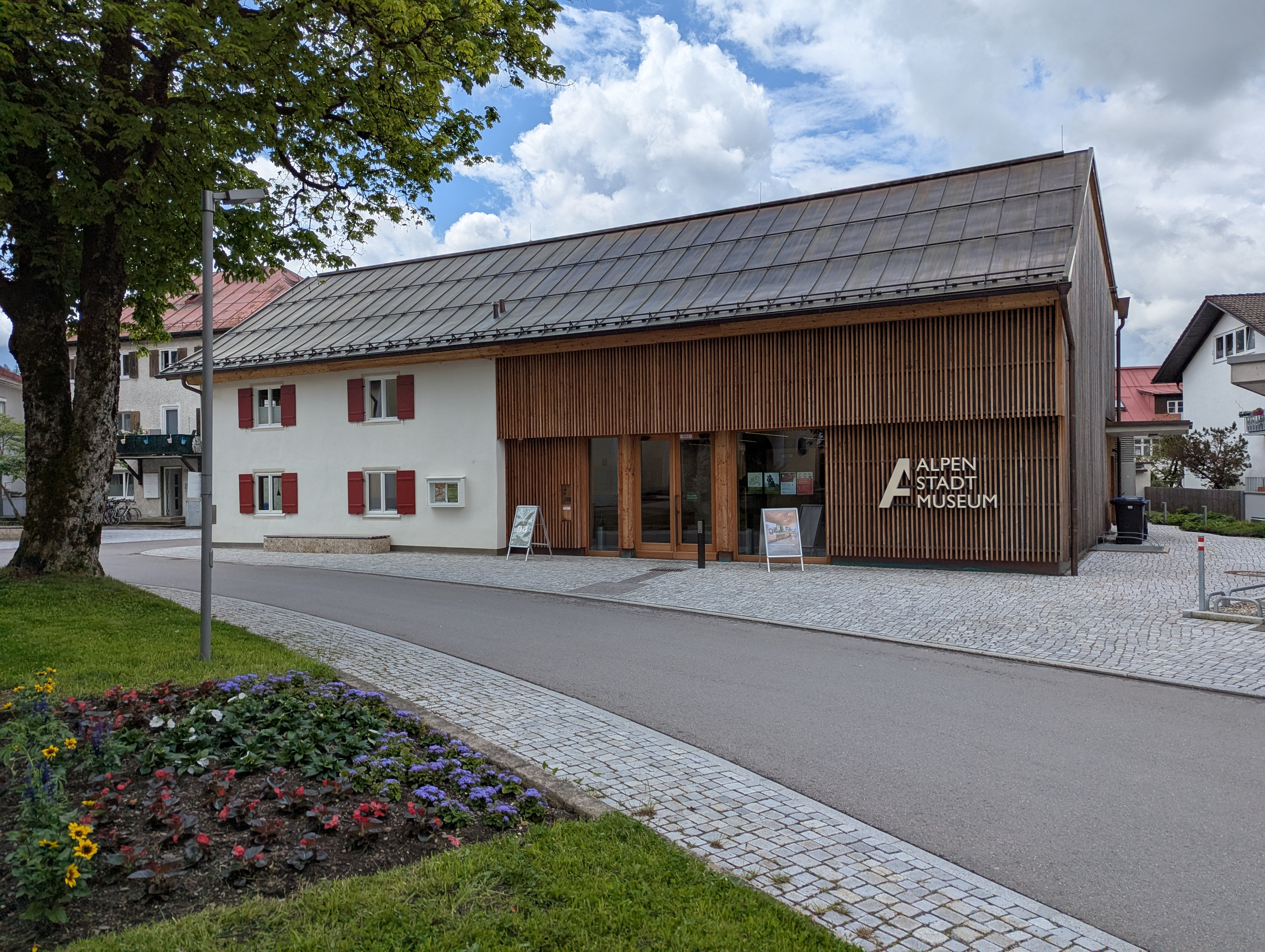
AlpenStadtMuseum Sonthofen (2023 eröffnet)

- Das Heimathaus Sonthofen präsentiert auf mehreren Ebenen Exponate zur Geschichte und den Bewohnern des Ostrachtals sowie Wechselausstellungen. Vor dem Eingang befindet sich ein Zeichenstein mit eingeritztem Spielbrett. Im Erdgeschoss sind unter anderem die Sonderausstellungen zu sehen; außerdem befindet sich hier eine Sammlung sakraler Kunst und Gebrauchsgegenstände – unter anderem wird auch der Umgang mit den Leprosen in Sonthofen dokumentiert, die einen eigenen Koben in der Kirche St. Michael hatten, – sowie die Ausstellung alter Küchengerätschaften und eine Bibliothek. Im Obergeschoss sind zahlreiche fossile Fundstücke der Umgebung sowie Spuren der frühgeschichtlichen Besiedlung zu sehen; außerdem befindet sich hier eine Austragsstube. Das Kellergeschoss ist Themen wie Käse- und Flachsproduktion im Ostrachtal, Egga-Spiel und Krippenbau gewidmet. Die ganzjährig gezeigte Altmummener Krippe ist mit etwa 17 m² die größte Weihnachtskrippe des Oberen Allgäus. Außerdem sieht man hier zahlreiche alte Transportmittel. Das Museum selbst ist ein denkmalgeschütztes Bauernhaus aus dem 18. Jahrhundert, das schon 1930 als Heimatmuseum zur Verfügung gestellt wurde. Spätere Anbauten erweiterten die Ausstellungsfläche auf etwa 650 m². Aufgrund seiner Baugeschichte ist das Museum nicht barrierefrei.

- In der Grüntenkaserne befindet sich seit 1988 das einzige Gebirgsjägermuseum Deutschlands. Es ist der Geschichte der Gebirgstruppen von 1915 bis in die Gegenwart gewidmet. Für den Besuch ist ein Lichtbildausweis erforderlich.

- Die Modellausstellung mini-mobil präsentiert über 23.000 Auto-, Eisenbahn-, Schiffs- und Flugzeugmodelle, überwiegend im Maßstab H0. Ergänzt wird das Angebot durch viermonatlich wechselnde Sonderausstellungen.

- Ein kleines Grabdenkmalmuseum befindet sich am Gang zwischen dem alten und dem neuen Friedhof Sonthofens.

### Konzert und Theater
- Die Gesellschaft „Freunde der Musik“ Sonthofen e. V. veranstaltet jährlich sieben Konzerte unterschiedlicher Stilrichtungen mit renommierten Solisten und Ensembles in Sonthofen und Fischen.

- Die Sonthofer Kultur Werkstatt bietet als Kleinkunstbühne ein vielfältiges Programm verschiedener Gattungen und Genres an, darunter politisches und literarisches Kabarett, Gesang/Liedermacher, klassische Musik, Volksmusik, Jazz/Pop und Literatur. Ergänzt wird dieses Angebot u. a. durch fremdsprachliche „Stammtische“, Vorträge und Kunstausstellungen.

### Brauchtum und regelmäßige Veranstaltungen

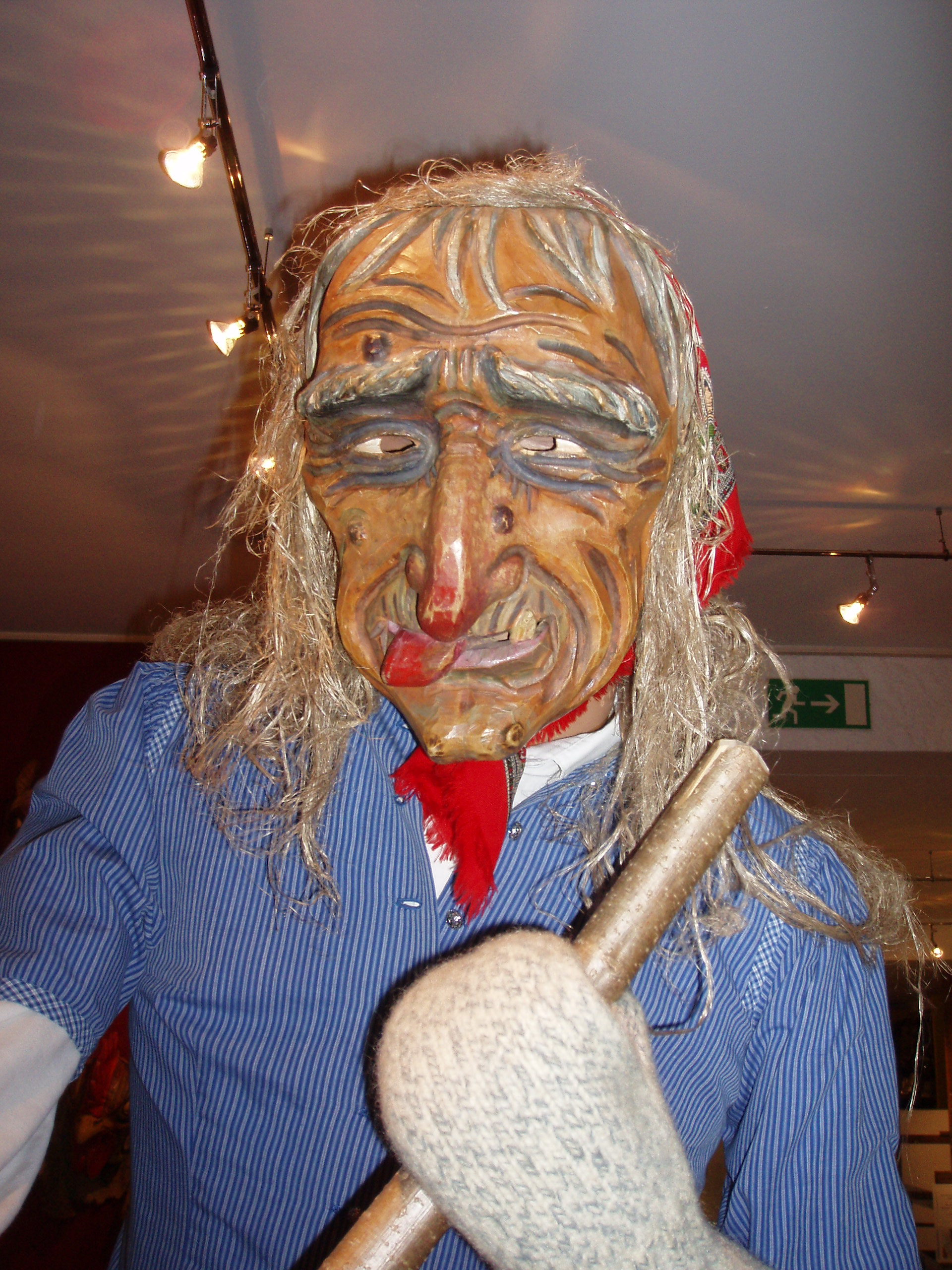
Hexenmaske zum Egga-Spiel

- Der Klausenverein Sonthofen veranstaltet seit 1976 jeweils Anfang Dezember das „Klausentreiben“ (5. und 6. Dezember) und das „Bärbeletreiben“ (4. Dezember), ein aus heidnischen Bräuchen entstandenes Volksfest.
- Der Heimatdienst Sonthofen veranstaltet alle drei Jahre am Funkensonntag das Egga-Spiel, ein wiederbelebtes Fastnachtsbrauchtum.

### Musikvereine
Die Stadtkapelle Sonthofen e. V. wurde im Jahre 1815 gegründet und ist einer der ältesten Vereine in der Stadt.
Außerdem gibt es den zweimaligen deutschen Jugendorchestermeister in Form der Jugendblaskapelle Sonthofen (JBK), zudem die Musikkapelle Altstädten mit über 50 Mitgliedern und die Dorfmusik Berghofen.

### Medien
Der regionale Hörfunksender Radio Allgäu Hit hatte von Sendestart 2011 bis 2020 seinen Sitz in der Kreisstadt.
Der Kreisboten-Verlag verfügt in Sonthofen über eine Lokalredaktion und erscheint mittwochs und samstags.

## Sport und Freizeit
- ERC Sonthofen 1999 e. V., überregional bekannter Eis- und Rollhockeyverein der in der Eishockey-Oberliga spielt und regelmäßig über 1000 Zuschauer in die Sonthofener Eissporthalle lockt.
- Der Skiclub 1909 Sonthofen e. V. wurde bereits 1909 gegründet und ist mit seinen etwa 1000 Mitgliedern einer der größeren Vereine in Sonthofen und einer der größten Skiclubs des Oberallgäus. Der Verein bietet neben dem klassischen Skisport mittlerweile eine breite Palette an Aktivitäten: alpiner Skisport, nordischer Skisport, Tourenskifahren, Snowboard, Mountainbike, Lauftreff, Nordic Walking, Inlinesport, Gesundheitssport und Skigymnastik für jede Altersklasse, Bewirtschaftung der Sonthofer-Hof-Alpe im Winter, Durchführung vieler Sportveranstaltungen und geselliger Events.
- Galaxy Darters Sonthofen e. V. ist ein Steeldartverein. Es wird nach dem Regelwerk des Allgäuer Dartverbandes, des Bayerischen Dartverbandes und des Deutschen Dartverbandes in verschiedenen regionalen Ligen gespielt.
- Der Turn- und Sportverein Sonthofen 1863 e. V. (TSV Sonthofen) ist ein 1863 gegründeter Sportverein, der vielfältige Sportarten anbietet. Die Damenmannschaft der Abteilung Volleyball spielte von 2007 bis 2011 in der 1. Bundesliga.
- Die Herrenmannschaft des Fußballvereins 1. FC Sonthofen spielt in der fünftklassigen Bayernliga des Bayerischen Fußballverbands.
- Sportfördergruppe der Bundeswehr
- Deutsche Lebens-Rettungs-Gesellschaft (DLRG) Kreisverband Oberallgäu/Sonthofen e. V.
- Verband Christlicher Pfadfinderinnen und Pfadfinder Sonthofen, Stamm Alemannen.
- Neben den Wanderern bekam im 20. Jahrhundert die Starzlachklamm touristische Bedeutung durch ihre Nutzung beim Canyoning sowie über einige in den steilen, teils überhängenden Klammwänden entstandene Klettergebieten. Ab 1990 begann hier das moderne Sportklettern im Oberallgäu.
- 2018 fand die 1. Internationale Deutsche Zollmeisterschaft in Sonthofen und Oberstdorf statt.
- 1. Pool Billard Club Sonthofen e. V., Hauptsitz im Josis Sonthofen

## Wirtschaft und Infrastruktur
Von überregionaler Bedeutung sind die Milchwirtschaft und der Tourismus. Bedeutende Arbeitgeber sind außerdem die Bundeswehr sowie verschiedene mittelständische, hauptsächlich metallverarbeitende Industrieunternehmen:
- BHS-Sonthofen GmbH, Hersteller von Maschinen und Anlagen zur Mischtechnik, Zerkleinerungstechnik, Recyclingtechnik und Filtrationstechnik, hauptsächlich für die Baustoff-, Recycling-, Chemie- und Pharmaindustrie,
- Voith Turbo BHS Getriebe GmbH, Weltmarktführer bei Turbogetrieben,
- Dr. Werner Röhrs KG, ein Unternehmen der Stahlverformung.

Bis Anfang der 1990er Jahre war auch die Textilindustrie (Firma Ergee) von Bedeutung.

### Verkehr

#### Bahn
Auf dem Gemeindegebiet liegen die beiden Bahnhöfe Sonthofen und Altstädten an der Bahnstrecke Immenstadt–Oberstdorf. Zwischen 1873 und 1949 hatte Sonthofen einen Kopfbahnhof am heutigen Oberallgäuer Platz. Folgende Linien bedienen die beiden genannten Stationen:
| Linie | Relation                      | Häufigkeit      |
| ----- | ----------------------------- | --------------- |
| RE 75 | Ulm–Kempten–Oberstdorf        | Stundentakt     |
| RE 17 | Augsburg–Kempten–Oberstdorf   | Zweistundentakt |
| RE 76 | München-Immenstadt–Oberstdorf | Zweistundentakt |

Im Schienenpersonenfernverkehr bedienen außerdem die beiden Intercity-Zugpaare IC 2084/2085 Hamburg-Oberstdorf und IC 2012/2013 Dortmund-Oberstdorf den Bahnhof Sonthofen.

#### Busverkehr und Nahverkehr
Des Weiteren verkehrt seit August 2012 ein Stadtbus von Montag bis Samstag immer stündlich nach Rieden, zum Krankenhaus und zum Hotel Allgäu Stern.

#### Fernwanderwege
In Sonthofen trennt sich der Europäische Fernwanderweg E4 und der Europäische Fernwanderweg E5. Während der E4 nach Osten weiterführt, schwenkt der E5 in südliche Richtung ab.

#### Radverkehr
Sonthofen hatte 2001 einen Radverkehrsanteil von 18 % und möchte diesen um 5 % erhöhen. Sonthofen ist Mitglied der AGFK Bayern.
Sonthofen liegt am Bodensee-Königssee-Radweg, welcher in Lindau beginnt und zunächst über Hergatz, Oberstaufen und Immenstadt nach Sonthofen führt. Weiter in die Richtung seines Ziels, dem Königssee, verläuft er über Burgberg im Allgäu und Rettenberg in Richtung Füssen.
Sonthofen liegt auch am Iller-Radweg, einer Fernverbindung für Radfahrer zwischen Ulm und Oberstdorf sowie an der ca. 475 Kilometer langen Radrunde Allgäu.

### Bildung
- Gymnasium Sonthofen
- Fachoberschule
- Staatliche Realschule Sonthofen
- Montessori-Volksschule Sonthofen (Primaria, Sekundaria und Tertia mit M-Zweig)
- Mittelschule Sonthofen (seit September 2010, vorher Hauptschule Sonthofen)
- Albert-Schweitzer-Schule (Förderschule)
- Grundschule an der Berghofer Straße
- Grundschule Sonthofen-Rieden mit Außenstelle Altstädten
- Oberallgäuer Volkshochschule

## Persönlichkeiten
Folgende bekannte oder bedeutsame Personen sind in Sonthofen geboren, lebten oder wirkten in der Stadt bzw. leben oder wirken hier oder stehen anderweitig mit Sonthofen in Verbindung:
Söhne und Töchter der Stadt
- Paulus Birker (1814–1888), Benediktiner, Abt der Abtei St. Bonifaz (1850–1854) und des Klosters Disentis (1861–1877)
- Magnus Sattler (1827–1901), Benediktiner, Klosteroberer und Ordenshistoriker
- Eugen Albrecht (1872–1908), Mediziner
- Willibald Rapp (1873–1951), Landwirt und Schriftsteller, geboren in Imberg
- Leonhard Stich († 1873), Arzt, baute 1862 bis 1864 das Prinz-Luitpold-Bad in Bad Oberdorf
- Walter Plöbst (1884–1972), Altphilologe und Bibliothekar
- Robert Schraudolph (1887–1978), Maler
- Hermann Grosselfinger (1889–1979), Kunstmaler und Alpinist
- Paul Schultheiss (1893–1944), Generalleutnant
- Lala Aufsberg (1907–1976), Kunstfotografin
- Albert Herz (1921–2018), Pharmakologe
- Rolf Nast-Kolb (1922–2012), Ministerialbeamter und Bundesrichter in München
- Aegidius Kolb (1923–1993), Benediktiner und Heimatforscher
- Werner Köppe (1929–2015), Präsident des Bayerischen Verwaltungsgerichts in Augsburg (1977–1994)
- Sepp Behr (1929–2023), Skirennläufer
- Karl Blaser (1931–2022), 30 Jahre lang Bürgermeister und Ehrenbürger der Stadt
- Kurt Barthel (* 1932), Generalmajor des Heeres der Bundeswehr
- Anemone Schneck-Steidl (1934–2020), Künstlerin
- Friedrich Heller (* 1939), Geologe, Geophysiker und Hochschullehrer
- Karl Buhl (* 1940), Skilangläufer
- Michael Buthe (1944–1994), Kunstmaler, Bildhauer, Collageur und Schriftsteller
- Gerd Wittmann (* 1945), Eishockeytrainer
- Rudolf Deil (* 1946), Architekturprofessor und Gestalter, 1. Stadtzeichner Idstein 1989, lebt in Zürich
- Michael Zimmermann (* 1946), Maler
- Hanns Peter Zwißler (* 1946), Schriftsteller und Lehrer (ehemaliger stellv. Schulleiter), lebt in Schweinfurt
- Ingeborg Schober (1947–2010), Autorin, Übersetzerin und Musikjournalistin
- Peter Fischer (1953–2008), ehemaliger Leiter der Oberallgäuer Volkshochschule (OVH), Maler und Computergrafiker
- Rudolf Herz (* 1954), Bildhauer und Medienkünstler
- Herbert Knaup (* 1956), Schauspieler
- Rudolf Ziegler (* 1957), Steuermann im Rudern
- Frank Wörndl (* 1959), ehemaliger Skirennläufer
- Michael Endres (* 1961), Pianist
- Anette Gersch (* 1966), Skirennläuferin
- Joachim Appel (1967–2022), Eishockeytorwart
- Anne-Marie Bubke (* 1967), Film- und Theaterschauspielerin
- Andreas Kapp (* 1967), Curler, Europa- und Vizeweltmeister
- Markus Tannheimer (* 1969), Alpinist
- Andreas Koop (* 1970), Grafiker und Autor
- Angelika Beranek (* 1980), Sozial- und Medienpädagogin
- Thomas Jörg (* 1981), Eishockeyspieler
- Dieter Kindlmann (* 1982), Tennisspieler
- Sina Bianca Hentschel (* 1987), Schauspielerin
- Philip Bester (* 1988), Tennisspieler
- Selina Jörg (* 1988), Snowboarderin
- Tobias Bogner (* 1990), Skispringer

Bedeutende Persönlichkeiten, die in Sonthofen leben oder lebten
- Johann Althaus (1798–1876), Käsepionier
- Georg Albert Dorschfeldt (1889–1979), Maler (Blumenbilder, Landschaften, Porträts)
- Franz Kohlhaupt (1893–1972), Bergsteiger und Arzt
- Paula Kohlhaupt (1904–1998), Bergsteigerin, Botanikerin und Fotografin
- Franz Meier (1933–2020), freischaffender Kunstmaler
- Winfried Georg Sebald (1944–2001), Schriftsteller, lebte in Sonthofen von 1952 bis 1963
- Norbert Schramm (* 1960), ehemaliger Eiskunstläufer
- Frederic Linkemann (* 1981), Schauspieler
- Dennis Endras (* 1985), Torhüter der deutschen Eishockeynationalmannschaft
- Katharina Hennig (* 1996), Skilangläuferin
- Paula Carolina (* 1999), deutsche Indie-Pop Sängerin

Schüler des NS-Eliteinternats auf der Ordensburg
- Hannes Schwarz (1926–2014), österreichischer Maler
- Hardy Krüger (1928–2022), Schauspieler
- Werner Lamberz (1929–1978), späterer DDR-Politiker
- Theo Sommer (1930–2022), Journalist und ehemaliger Herausgeber der Zeitung Die Zeit

Andere Personen, die mit Sonthofen in Beziehung stehen
- Stephan Letter (* 1978), Serienmörder, brachte als Krankenpfleger 29 Patienten um („Todesengel von Sonthofen“)

Ehrenbürger der Stadt
- Kurt Weigert
- Altbürgermeister Karl Blaser
- Altbürgermeister Hubert Buhl

Träger des Goldenen Ehrenringes der Stadt Sonthofen
Der Goldene Ehrenring besteht aus 18-karätigem Gold und wird durch Stadtratsbeschluss an Persönlichkeiten verliehen, die sich um die Stadt Sonthofen oder um das Gemeinwohl besonders verdient gemacht haben.
- Kurt Rössler
- Xaver Feller
- Clementine Gogl
- August Bernhard
- Arthur Engeser
- Leonhard Bröll
- Martin Bodler
- Wolfgang Peter
- Karl Bittner
- Benefiziat Gebhard Haug
- Wenzel Hrdina
- Monsignore Hermann Völck
- Pfarrer i. R. Hermann Ehle
- Florian Renner
- Karl Peter Götzfried
- Manfred Brugger
- Eugen Wutz
- Karl Gogl
- Marianne Strauchner

Träger der Goldenen Ehrennadel der Stadt Sonthofen
Die Goldene Ehrennadel besteht aus besteht aus 585/000 Gold und wird durch Stadtratsbeschluss an Persönlichkeiten verliehen, die sich um die Stadt Sonthofen oder sonst um das Gemeinwohl verdient gemacht haben.
- Maria Haberstock
- Hanns Schmid
- Hans Schmidt +2000
- Franz Blab
- Jakob Kreuzer
- Hermine Wiedemann
- Karl Berg
- Alfred Schulz
- Anni Wild
- Willi Wild
- Gisela Solty
- Hermann Kracker
- Helmut Rothmayr
- Zenta Übelhör
- Schwester Manegonda Mösenlechner
- Schwester Florida Mösenlechner
- Oberst a. D. Dr. Hans Jürgen Kalder
- Karl-Heinz Utz
- Anton Haßler
- Dorothea Steger
- Rudi Gropper
- Wolfgang Deppe
- Heinrich Liebherr
- Franz Meier
- Heidi Adelgoß
- Karl-Heinz Walter
- Peter Götz
- Dr. Hans-Joachim Unger